# Porté-Puymorens
Pour la station de sports d'hiver, voir Porté-Puymorens (station).
 (décembre 2024).
La mise en forme du texte ne suit pas les recommandations de Wikipédia : il faut le « wikifier ».
Les points d'amélioration suivants sont les cas les plus fréquents. Le détail des points à revoir est peut-être précisé sur la page de discussion.
- Les titres sont pré-formatés par le logiciel. Ils ne sont ni en capitales, ni en gras.
- Le texte ne doit pas être écrit en capitales (les noms de famille non plus), ni en gras, ni en italique, ni en « petit »…
- Le gras n'est utilisé que pour surligner le titre de l'article dans l'introduction, une seule fois.
- L'italique est rarement utilisé : mots en langue étrangère, titres d'œuvres, noms de bateaux, etc.
- Les citations ne sont pas en italique mais en corps de texte normal. Elles sont entourées par des guillemets français : « et ».
- Les listes à puces sont à éviter, des paragraphes rédigés étant largement préférés. Les tableaux sont à réserver à la présentation de données structurées (résultats, etc.).
- Les appels de note de bas de page (petits chiffres en exposant, introduits par l'outil «  Source ») sont à placer entre la fin de phrase et le point final[comme ça].
- Les liens internes (vers d'autres articles de Wikipédia) sont à choisir avec parcimonie. Créez des liens vers des articles approfondissant le sujet. Les termes génériques sans rapport avec le sujet sont à éviter, ainsi que les répétitions de liens vers un même terme.
- Les liens externes sont à placer uniquement dans une section « Liens externes », à la fin de l'article. Ces liens sont à choisir avec parcimonie suivant les règles définies. Si un lien sert de source à l'article, son insertion dans le texte est à faire par les notes de bas de page.
- La présentation des références doit suivre les conventions bibliographiques. Il est recommandé d'utiliser les modèles {{Ouvrage}}, {{Chapitre}}, {{Article}}, {{Lien web}} et/ou {{Bibliographie}}. Le mode d'édition visuel peut mettre en forme automatiquement les références.
- Insérer une infobox (cadre d'informations à droite) n'est pas obligatoire pour parachever la mise en page.

Pour une aide détaillée, merci de consulter Aide:Wikification.
Si vous pensez que ces points ont été résolus, vous pouvez retirer ce bandeau et améliorer la mise en forme d'un autre article.
Porté-Puymorens  (en catalan Portè ou Portesa) est une commune française, située dans l'ouest du département des Pyrénées-Orientales en région Occitanie. Sur le plan historique et culturel, la commune est dans la Cerdagne, une haute plaine à une altitude moyenne de 1 200 m d'altitude, qui s'étend d'est en ouest sur une quarantaine de kilomètres entre Mont-Louis et Bourg-Madame.
Exposée à un climat de montagne, elle est drainée par l'Ariège, le Riu de Querol, Rec de Cortal Ross, Rec d'en Garcia, Rec de Pimorent et par divers autres petits cours d'eau. Incluse dans le parc naturel régional des Pyrénées catalanes, la commune possède un patrimoine naturel remarquable : un site Natura 2000 (« Capcir, Carlit et Campcardos ») et onze zones naturelles d'intérêt écologique, faunistique et floristique.
Porté-Puymorens est une commune rurale qui compte 102 habitants en 2022, après avoir connu un pic de population de 455 habitants en 1861. Ses habitants sont appelés les Portéens ou  Portéennes.

## Géographie

### Localisation
La commune de Porté-Puymorens se trouve dans le département des Pyrénées-Orientales, en région Occitanie et est frontalière avec l’Andorre.
Elle se situe à 89 km à vol d'oiseau de Perpignan, préfecture du département, et à 49 km de Prades, sous-préfecture.
Les communes les plus proches sont : 
Porta (2,5 km), L'Hospitalet-près-l'Andorre (5,3 km), Latour-de-Carol (10,4 km), Dorres (11,3 km), Enveitg (11,9 km), Mérens-les-Vals (12,2 km), Angoustrine-Villeneuve-des-Escaldes (12,6 km), Ur (12,9 km).
Sur le plan historique et culturel, Porté-Puymorens fait partie de la région de la Cerdagne, une haute plaine à une altitude moyenne de 1 200 m d'altitude, qui s'étend d'est en ouest sur une quarantaine de kilomètres entre Mont-Louis et Bourg-Madame.

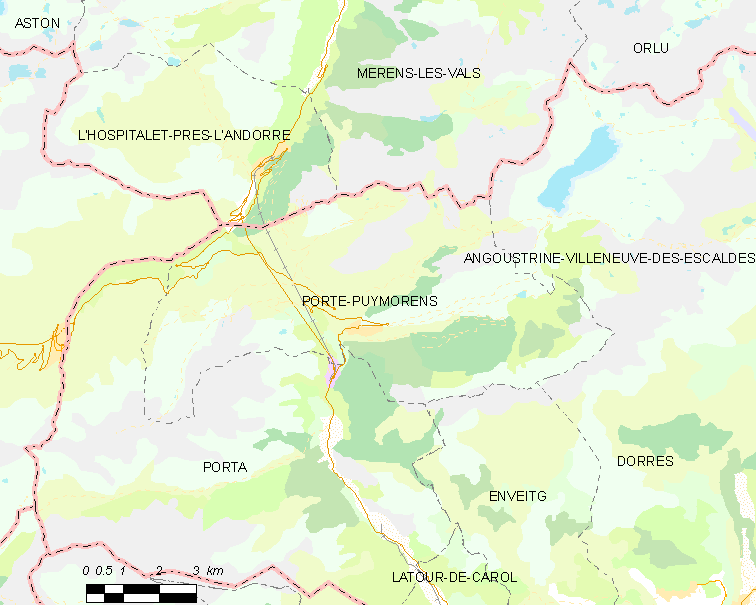
Situation de la commune.

| L'Hospitalet-près-l'Andorre (Ariège) | Mérens-les-Vals (Ariège) |                                     |
| Canillo (Andorre)                    | Porté-Puymorens,         | Angoustrine-Villeneuve-des-Escaldes |
| Porta                                | Enveitg                  | Dorres                              |

### Géologie et relief

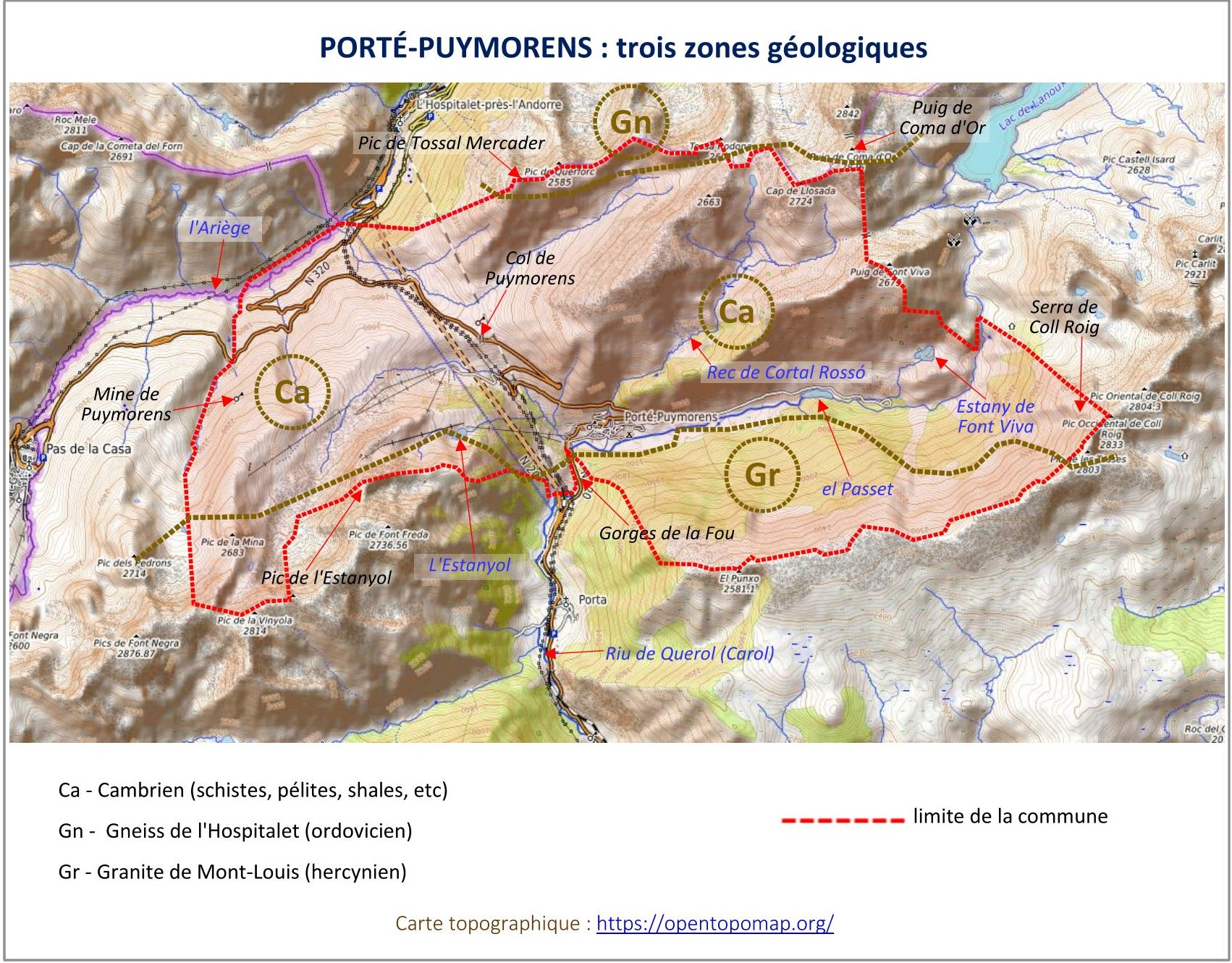

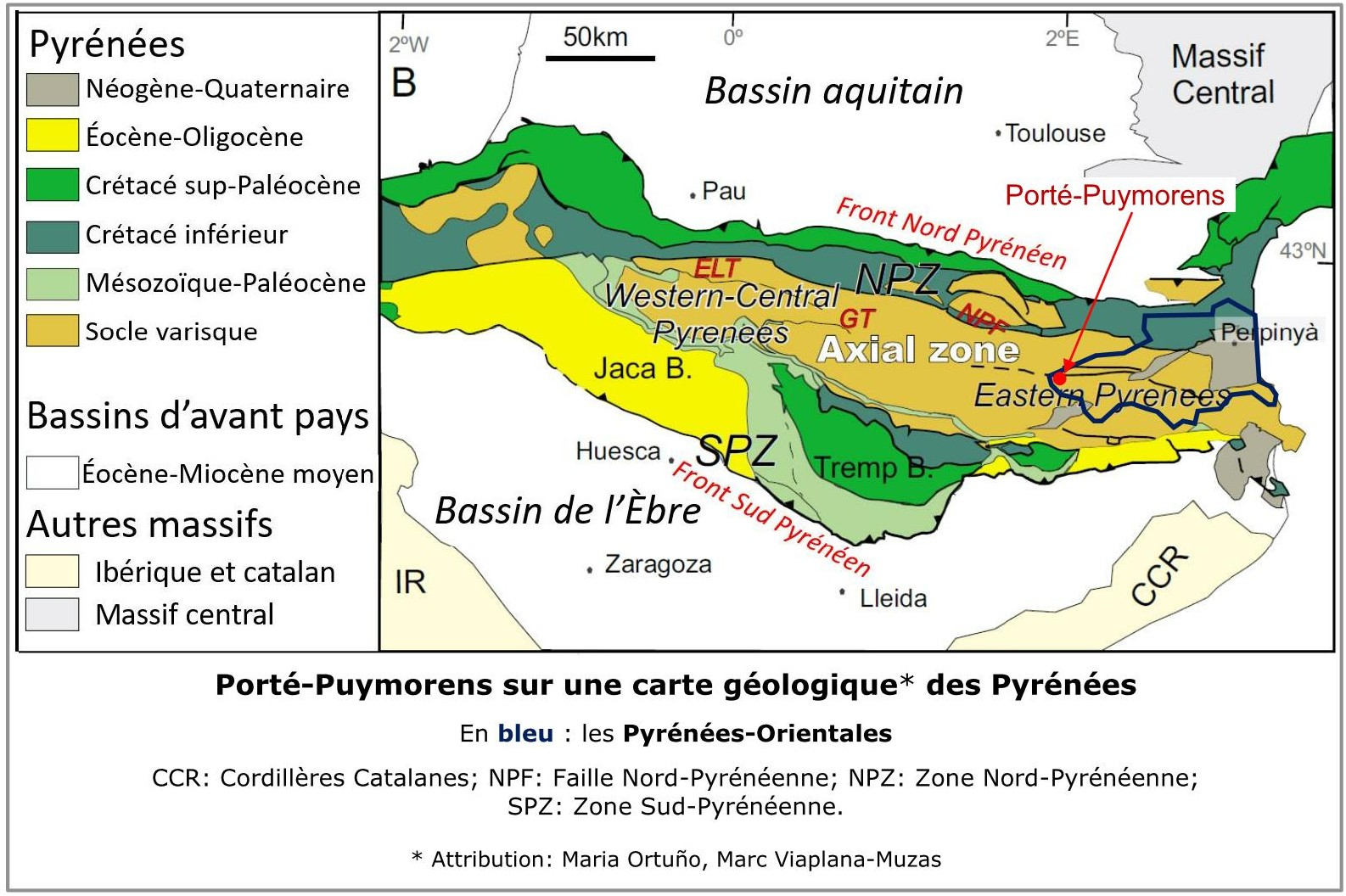
Porté-Puymorens sur une carte géologique des Pyrénées.

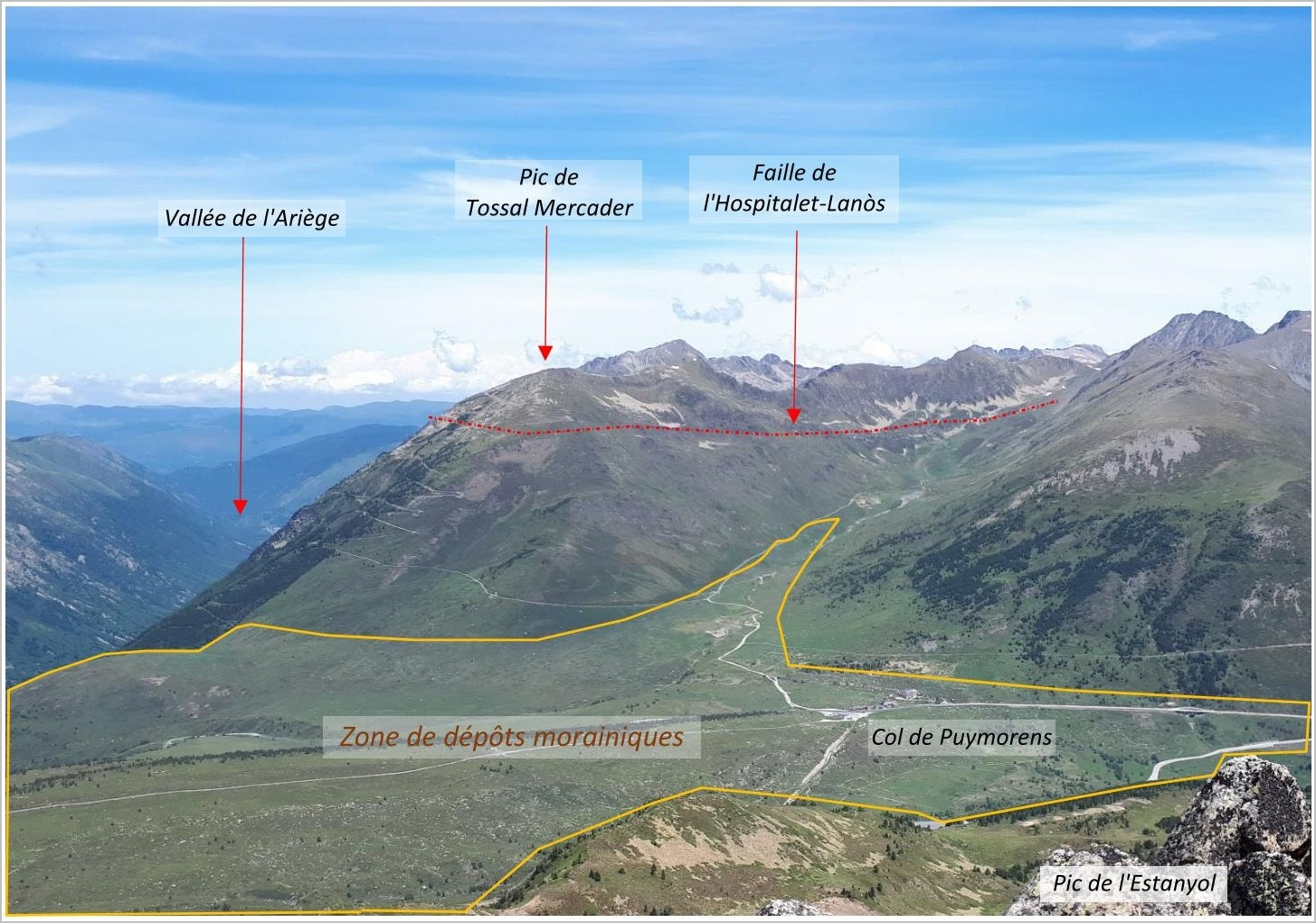
Vue vers le nord depuis le pic de l'Estanyol (granodiorite hercynienne), à travers le col de Puymorens (formations cambriennes métamorphosées recouvertes en partie par des dépôts glaciaires), jusqu'à la crête de Tossal Mercader (gneiss ordovicien).

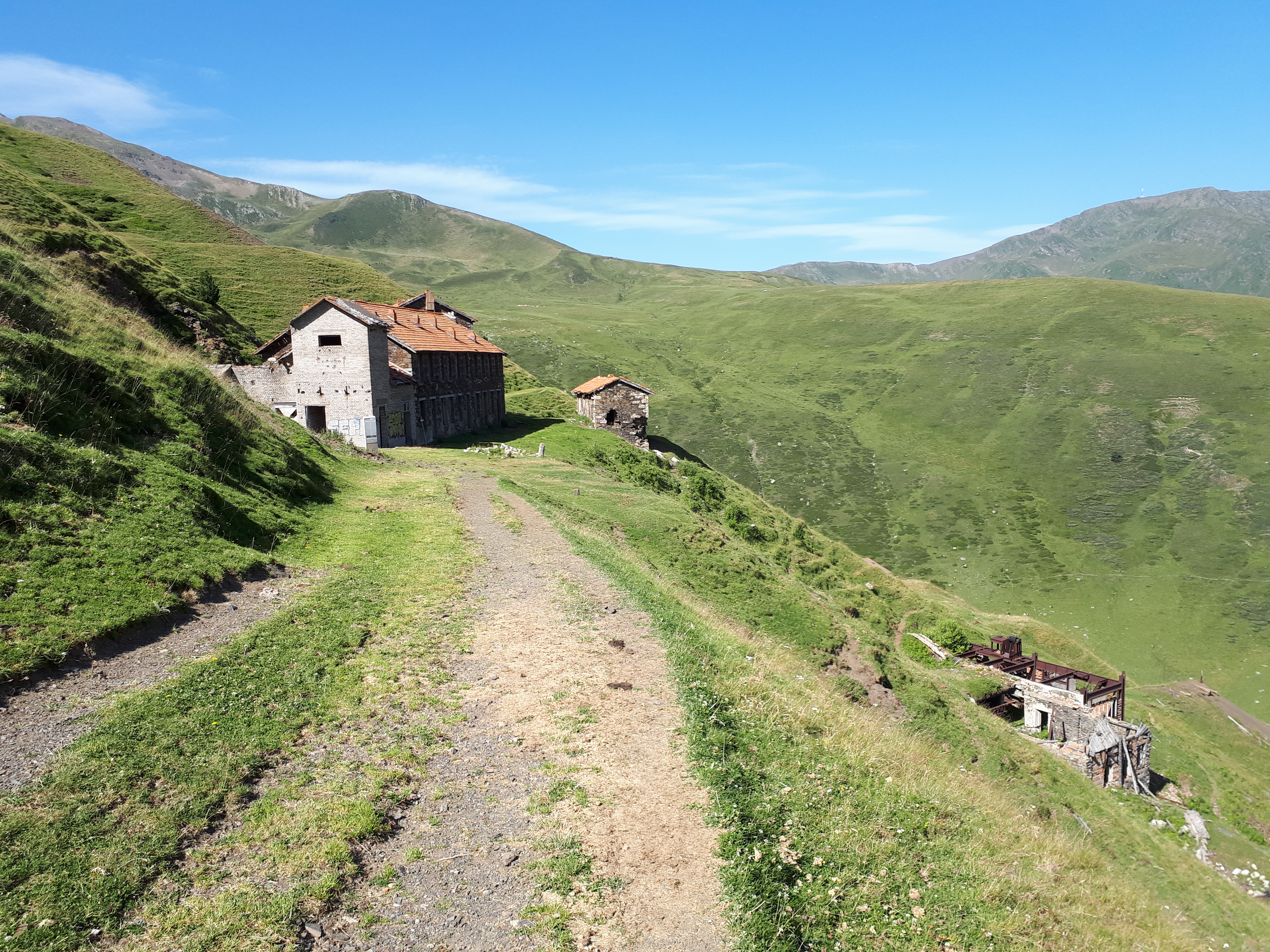
La mine de Puymorens, ancienne mine de fer.

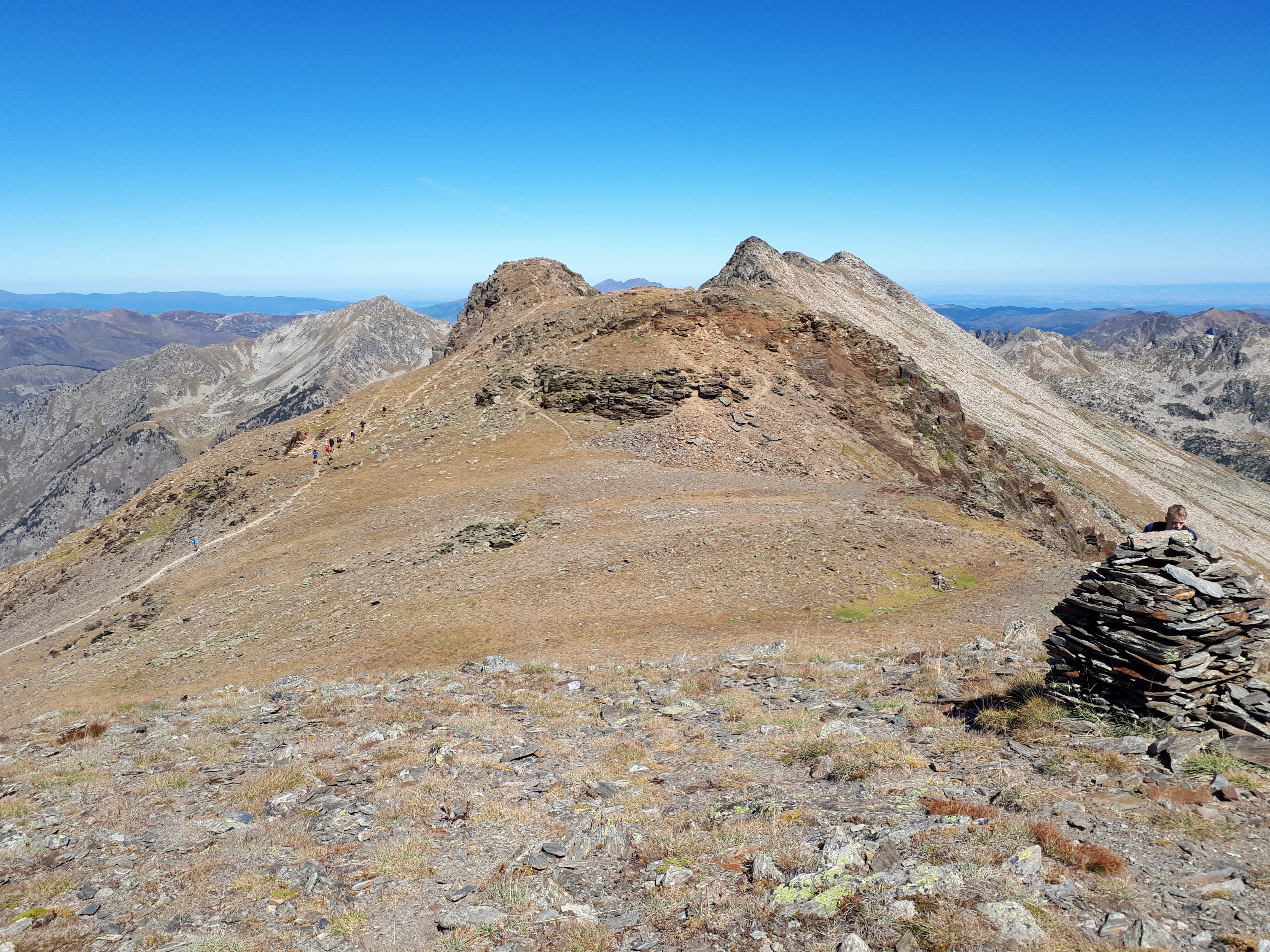
Vue vers le nord depuis un sommet mineur à 2810m (sur schiste cambrien) vers le Puig de Coma d'Or (que les randonneurs ci-dessous approchent et qui, comme les montagnes au-delà, est sur gneiss ordovicien). La faille de l'Hospitalet-Lanòs, qui sépare les deux zones géologiques, passe de gauche à droite, le long de la ligne du rocher escarpé à la droite des randonneurs.

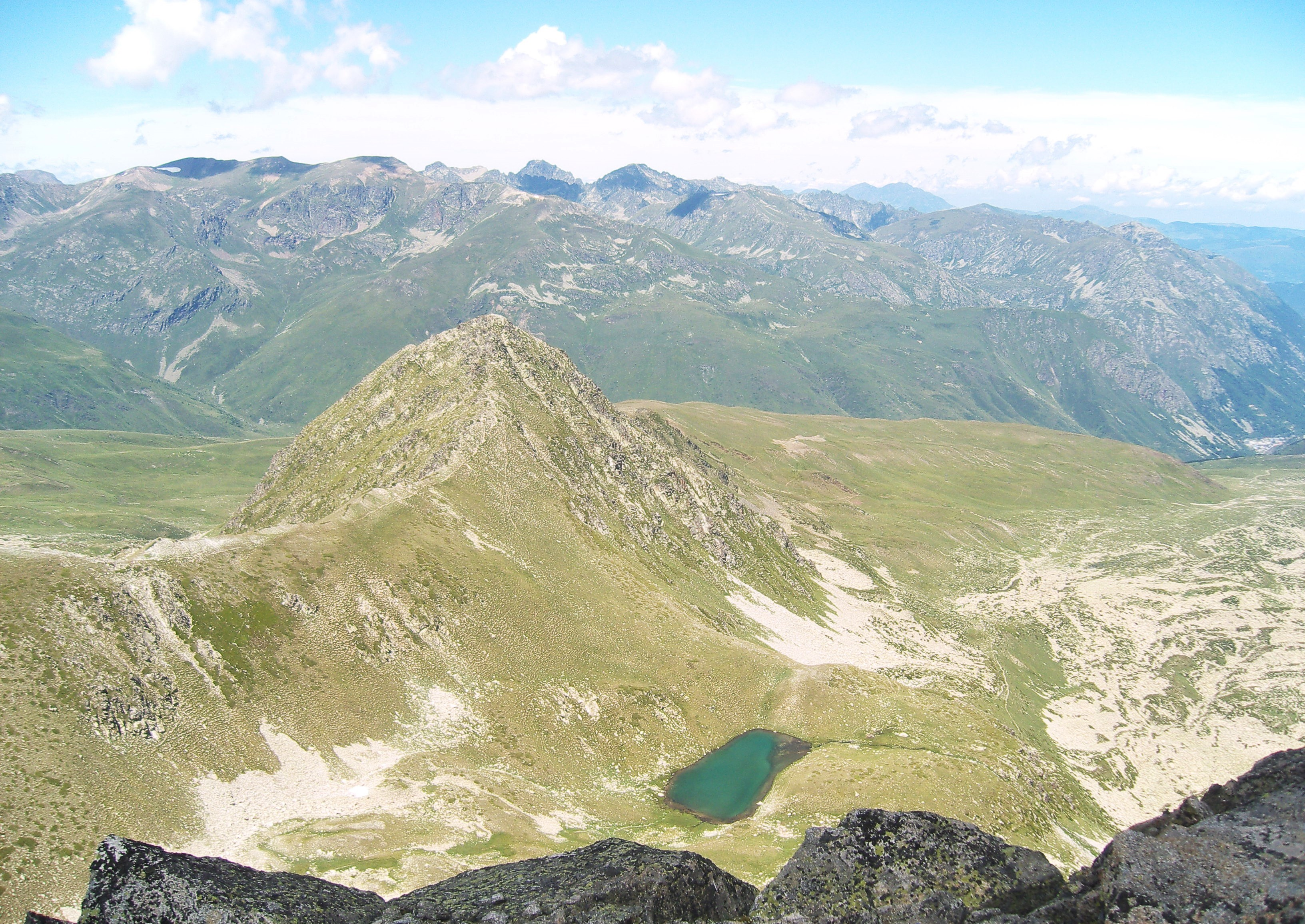
Vue vers le nord depuis le pic de les Valletes (ou Vinyola), avec le pic de la Mine sur la gauche, et l'Estany de l'Orri de la Vinyola dans son cirque glaciaire en contrebas. À droite de la pic de la Mine, des éboulis, des matériaux morainiques et des champs de blocs occupent certaines pentes et le fond de la vallée de Rec de l'Orri.

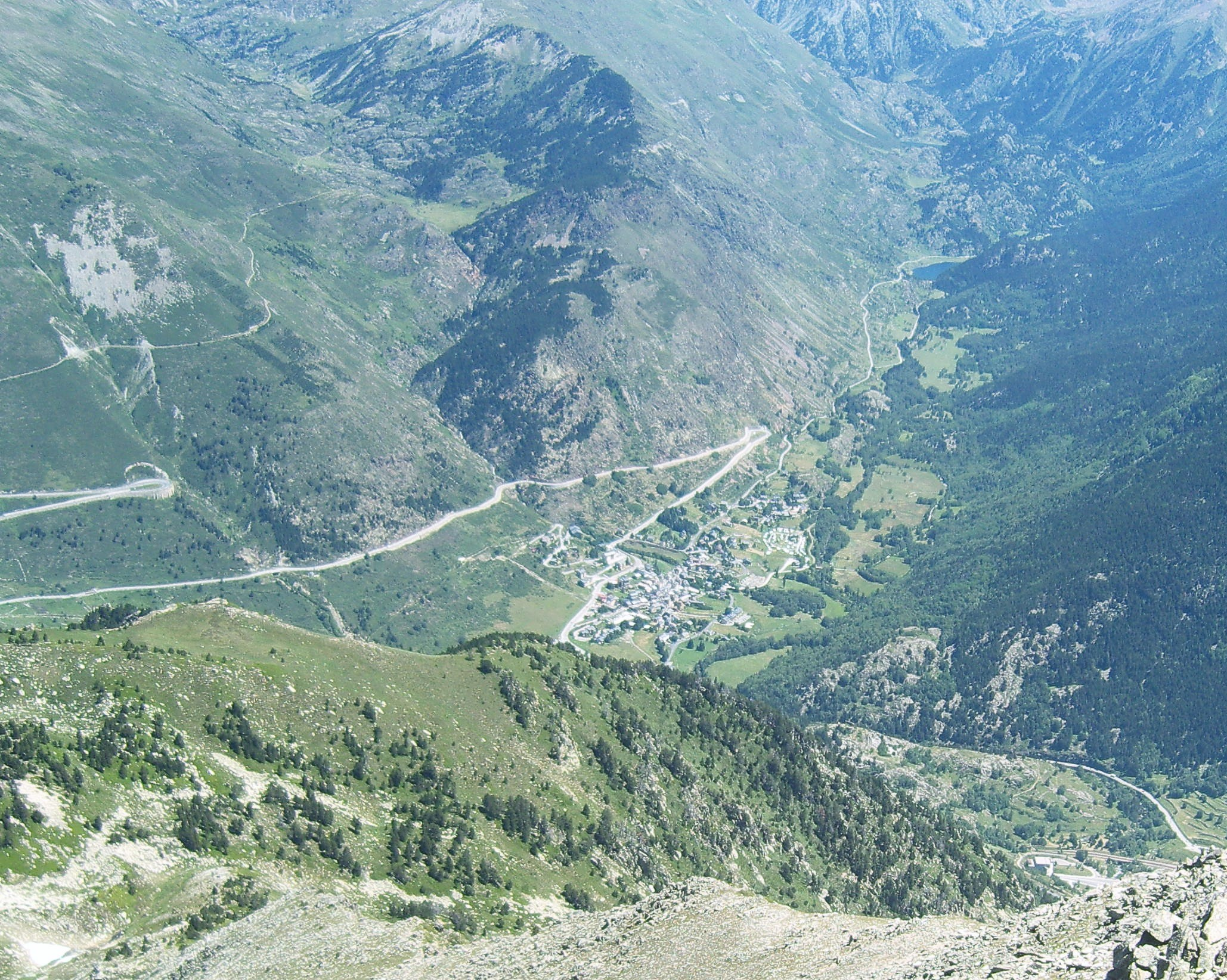
Le village de Porté-Puymorens a été construit sur un cône de déjection au pied de la vallée de Rec de Cortal Rossó où ce ruisseau débouche dans la vallée glaciaire de Querol.

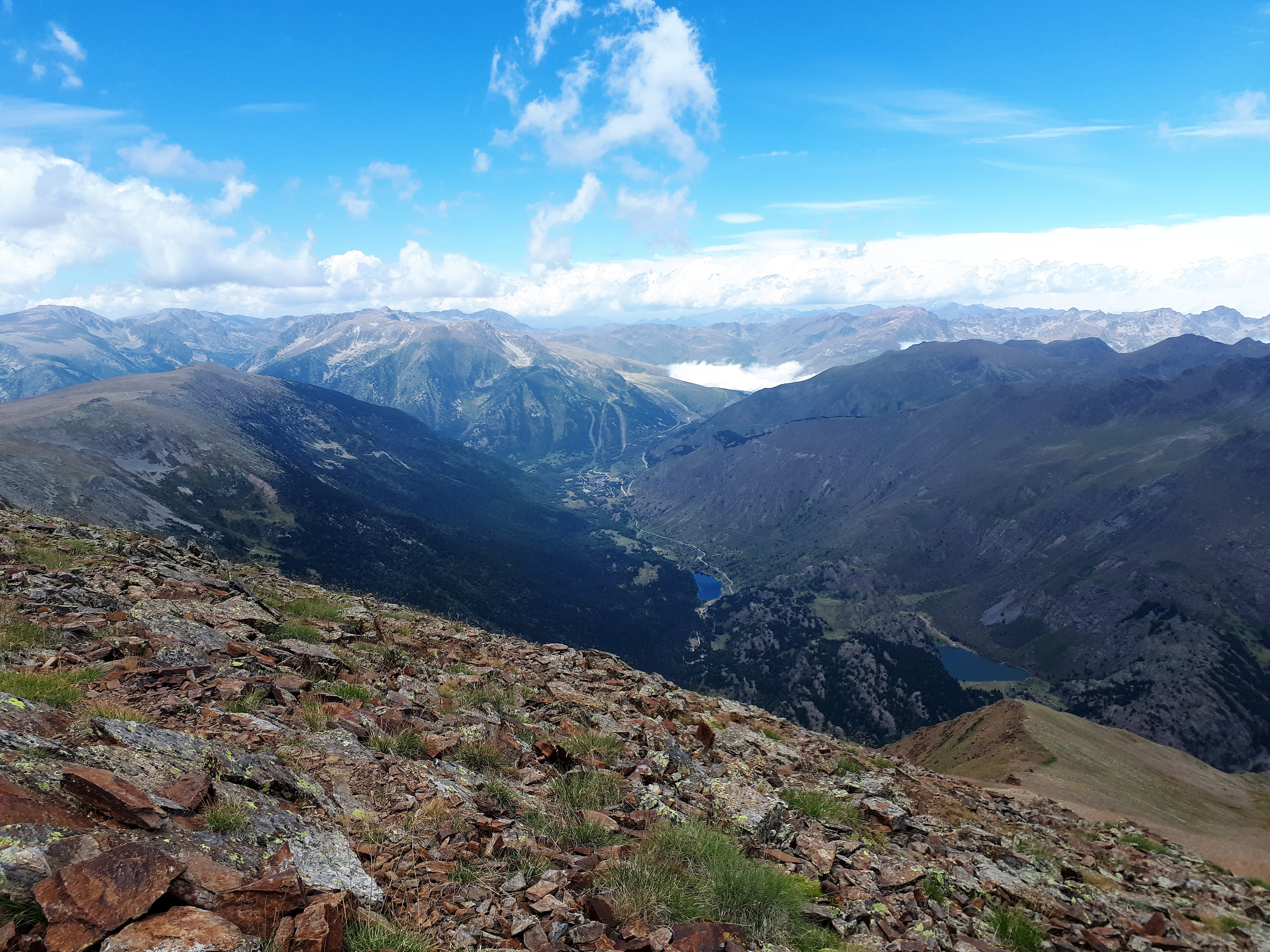
Vue vers l'ouest sur le village de Porté-Puymorens (dans la vallée) depuis le sommet de Puig Occidental de Coll Roig (alt. 2833m), Serra de Coll Roig. En bas : les lacs Estany de Font Viva (à droite) et el Passet.

Porté-Puymorens est situé dans la zone axiale de la chaîne de montagnes des Pyrénées, vers sa zone orientale. Cette zone de montagnes s'est formée lors de l'orogenèse pyrénéenne, c'est-à-dire une période de compression tectonique où la plaque tectonique ibérique, au sud, est entrée en collision avec la plaque européenne, au nord, il y a environ 70 à 30 millions d'années.
Toutefois, les formations du soubassement de la commune de Porté-Puymorens sont entièrement d'âge paléozoïque, c'est-à-dire âgées de 300 à 500 millions d'années environ. Ces formations ont été intensément déformées et métamorphosées pendant, en particulier, l'orogenèse hercynienne (ou varisque), qui a atteint son apogée il y a environ 300 millions d'années,,.
Sur des étendues importantes, ces formations anciennes reposent sous des dépôts quaternaires tels que des moraines et des éboulis.
Même si, historiquement et culturellement, Porté-Puymorens fait partie de la Cerdagne, la commune est bien en dehors du bassin miocène de la Cerdagne, qui est situé dix kilomètres plus au sud, au-delà d'Enveitg,,.
La commune est située à une altitude élevée (nulle part en dessous de 1500 mètres), et le terrain est partout très montagneux.
On distingue essentiellement trois zones géologiques sur la commune, chacune s'étendant d'ouest en est.
La zone centrale, la plus vaste, est constituée principalement de schistes et de pélites cambriens, avec en divers endroits des microconglomérats, des marbres, des quartzites et des roches d'autres lithologies.
Dans le coin sud-est de cette zone, la Serra de Coll Roig (la "crête de Col Rouge") tire son nom de l'affleurement de roches cambriennes de couleur rougeâtre.
Aussi dans cette zone cambrienne, à l'ouest du col de Puymorens, à une altitude d'environ 2 100 m, se trouvent les restes de la mine de Puymorens. "Trois puissantes lentilles de minerai carbonaté, à magnétite, sidérose et hématite, dont deux ont été exploitées, étaient connues dans ce gisement". La mine a été fermée en 1966.
Une zone septentrionale, qui longe la limite nord de la commune depuis le pic de Tossal Mercader vers l'est, marque la limite sud du massif de gneiss ordovicien de l'Hospitalet. (Ce massif s'étend au nord jusqu'à Mérens-les-Vals, et sous-tend une grande zone montagneuse au nord de la commune, en Ariège. On estime que le gneiss de l'Hospitalet a une profondeur d'environ 2500 mètres.) La limite entre ce gneiss et les formations cambriennes au sud traverse la commune d'ouest en est et suit le tracé de la faille de l'Hospitalet-Lanòs, élément tectonique majeur qui aurait été actif pendant l'orogenèse pyrénéenne.
Une zone méridionale, traversée par le Querol au niveau des gorges de la Fou, longe la limite nord de l'immense massif granitique hercynien de Mont-Louis—Carol—Andorre. Dans la partie de ce massif qui se trouve sur la commune de Porté-Puymorens, les formations sont principalement constituées de granodiorite. Ces formations se retrouvent le long de la crête du Punxó, et sur les sommets et crêtes plus à l'ouest (notamment le pic de les Valletes (ou de la Vinyola), le pic de l'Estanyol et le pic de la Mine (ou Mina)). Comme les autres formations granitiques, ces roches, bien que dures, sont sensibles à l'altération chimique. C'est pourquoi on trouve des couches superficielles d'altérites sur certaines des pentes supérieures de cette zone.
Pendant une grande partie des 100 000 ans précédant la période interglaciaire actuelle, une épaisse couche de glace a recouvert la quasi-totalité de ce secteur des Pyrénées. Au maximum glaciaire, dans la zone aujourd'hui occupée par la commune, seuls certains des plus hauts sommets et certaines crêtes restaient au-dessus de la glace.
La glace s'est déplacée dans les vallées et sur les cols, transportant de grandes quantités de roches et de sédiments. Lorsque la glace s'est finalement retirée, de colossales étendues de matériel morainique ont été laissées, recouvrant les hauts bassins des cirques et de nombreux fonds et côtés de vallée.
Dans le cas du col de Puymorens, la glace s'est parfois écoulée sur le col depuis la vallée de l'Ariège jusqu'à la partie supérieure du bassin versant du Querol, laissant des moraines près du col lui-même. De ce fait, le col figure à l'Inventaire national du patrimoine naturel sous l'intitulé « LRO2018 - Panorama et géomorphologie glaciaire au col de Puymorens ».
L'altération par le gel et le dégel des versants des montagnes en période de froid, ainsi que les avalanches, ont provoqué la formation d'énormes éboulis, et ont également contribué à l'accumulation de champs de blocs dans les fonds de vallée.
Lorsque la glace a fini par fondre (et il semble qu'elle l'ait fait avec une rapidité remarquable), l'eau de fonte a déferlé dans les vallées, transportant à nouveau de grandes quantités de sédiments. Une partie de ces matériaux ("colluvions" sur la carte géologique) a été déposée sous forme de cônes de déjection dans les vallées inférieures. Le village de Porté-Puymorens a lui-même été construit sur l'un de ces cônes (voir carte géologique).
Les points les plus élevés de la commune sont à : Puig Occidental de Coll Roig (2831 mètres, dans le coin sud-est de la commune), pic de les Valletes (ou pic de la Vinyola, 2814 mètres, près du coin sud-ouest), et un point à 2810 mètres dans le coin nord-est, en face du Puig de Coma d'Or.
Les points les plus bas sont à 1550 mètres, sur le Riu de Querol à l'entrée du tunnel du Puymorens, et à 1580 mètres sur l'Ariège en contrebas du col de Puymorens. Le village de Porté-Puymorens lui-même se trouve à une altitude légèrement supérieure à 1600 mètres.
La glaciation quaternaire a façonné bon nombre des éléments frappants du paysage actuel, tels que des falaises, les vallées glaciaires, les vallées suspendues (comme la vallée de l'Estanyol) et les cirques glaciaires, ainsi que des éléments caractéristiques d'échelle plus modeste, tels que des lacs, les roches moutonnées et les moraines. Ce faisant, la glaciation a considérablement transformé une partie de la topographie préglaciaire.
Toutefois, il reste des vestiges du relief plus doux de cette topographie préglaciaire. Cette topographie s'est formée sur des millions d'années, dans des climats relativement chauds, depuis la fin de la phase de compression de la construction des montagnes pyrénéennes, il y a environ 30 millions d'années.
Le paysage d'avant la glaciation semble avoir été essentiellement constitué de collines ondulées, de plateaux et de pédiments, avec ici et là des monadnocks. La stabilité de certaines pentes dans ce paysage a facilité le développement et la préservation, en particulier sur les formations granitiques, de lits de matériaux altérés en surface (altérites),.
Un vestige de cette topographie préglaciaire pourrait être le pédiment, toujours partiellement recouvert d'altérites, qui s'incline au nord du monadnock du pic de la Mine.

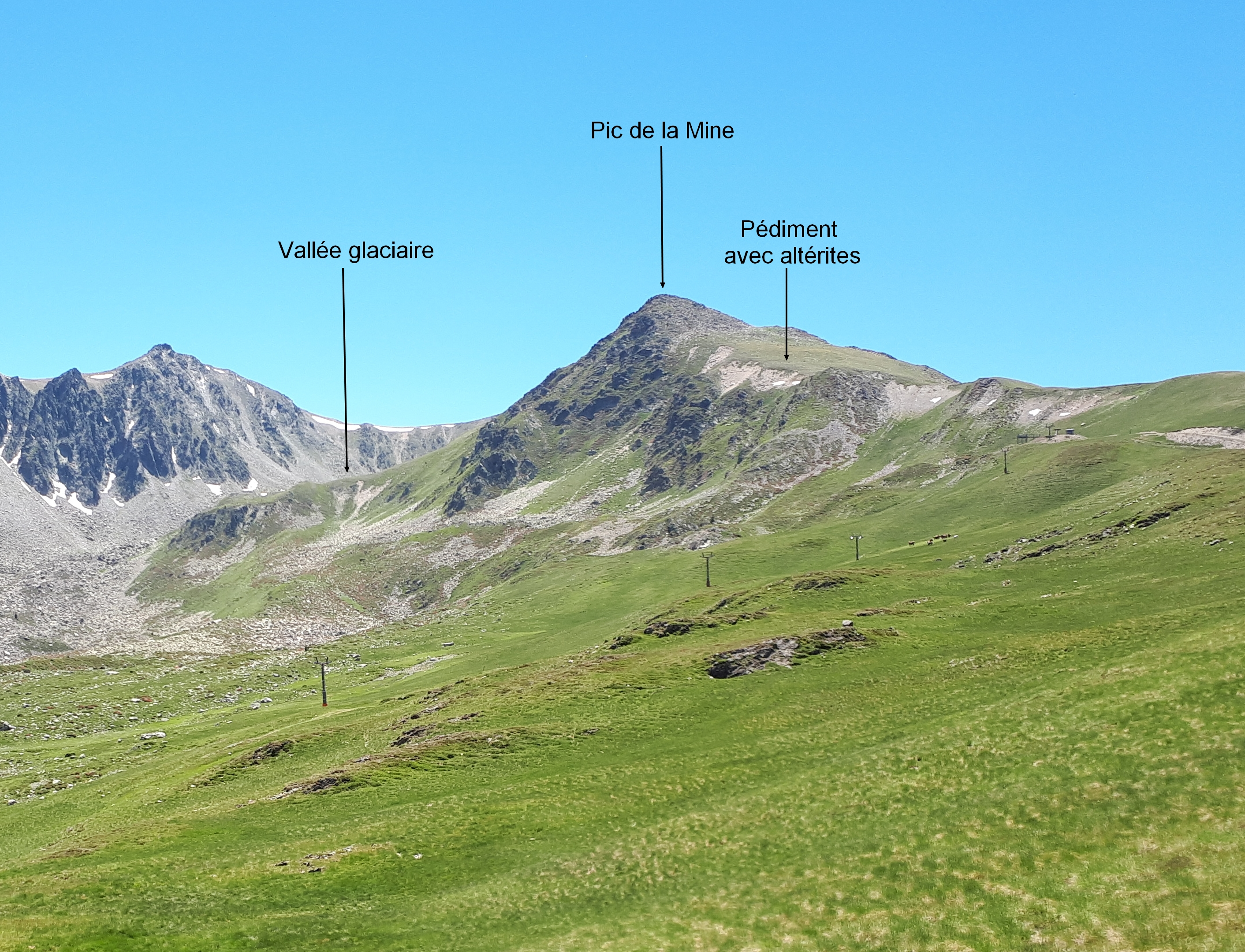
Pic de la Mine (ou Mina) et son pédiment.

La commune est classée en zone de sismicité 4, correspondant à une sismicité moyenne.

### Hydrographie

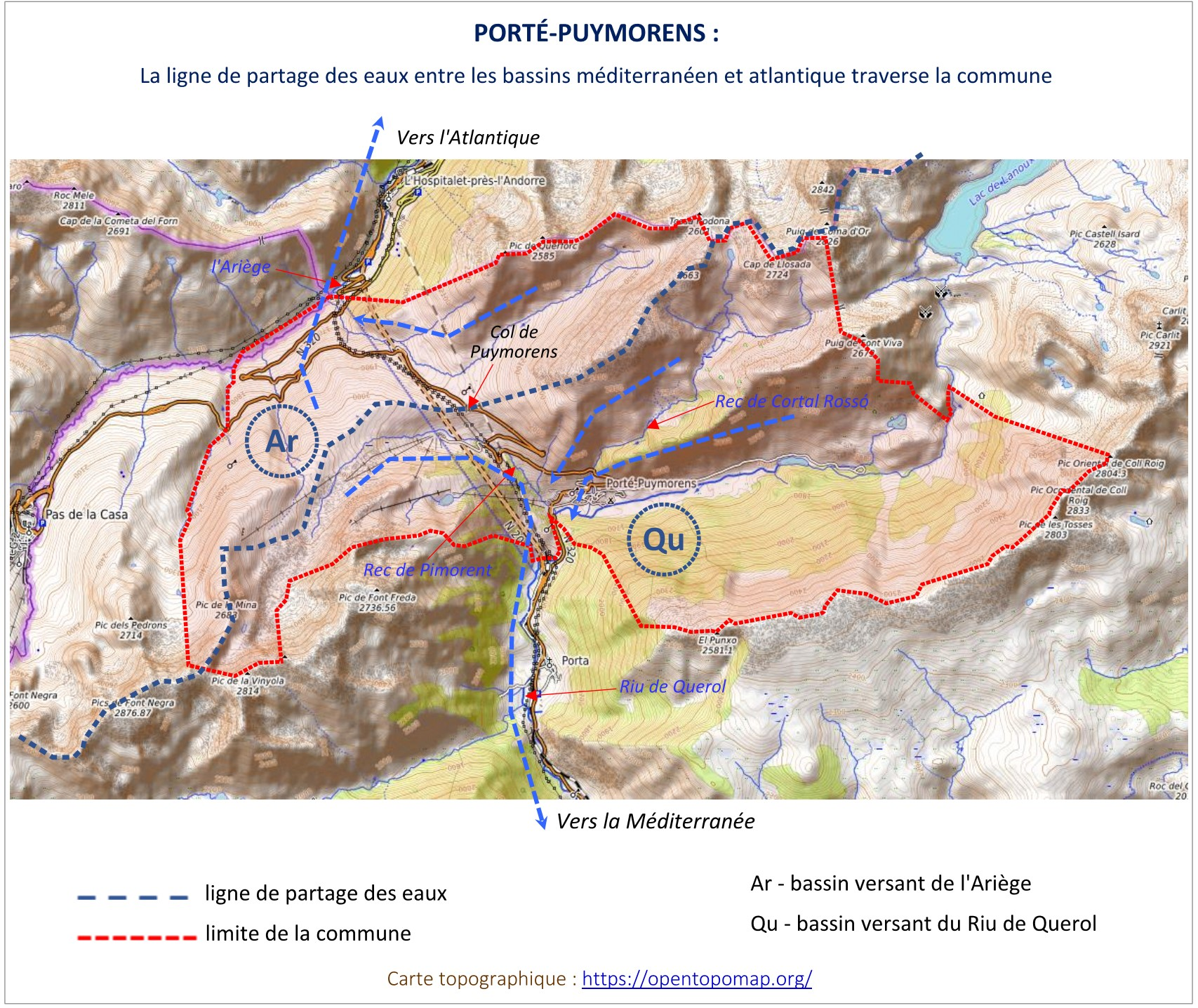

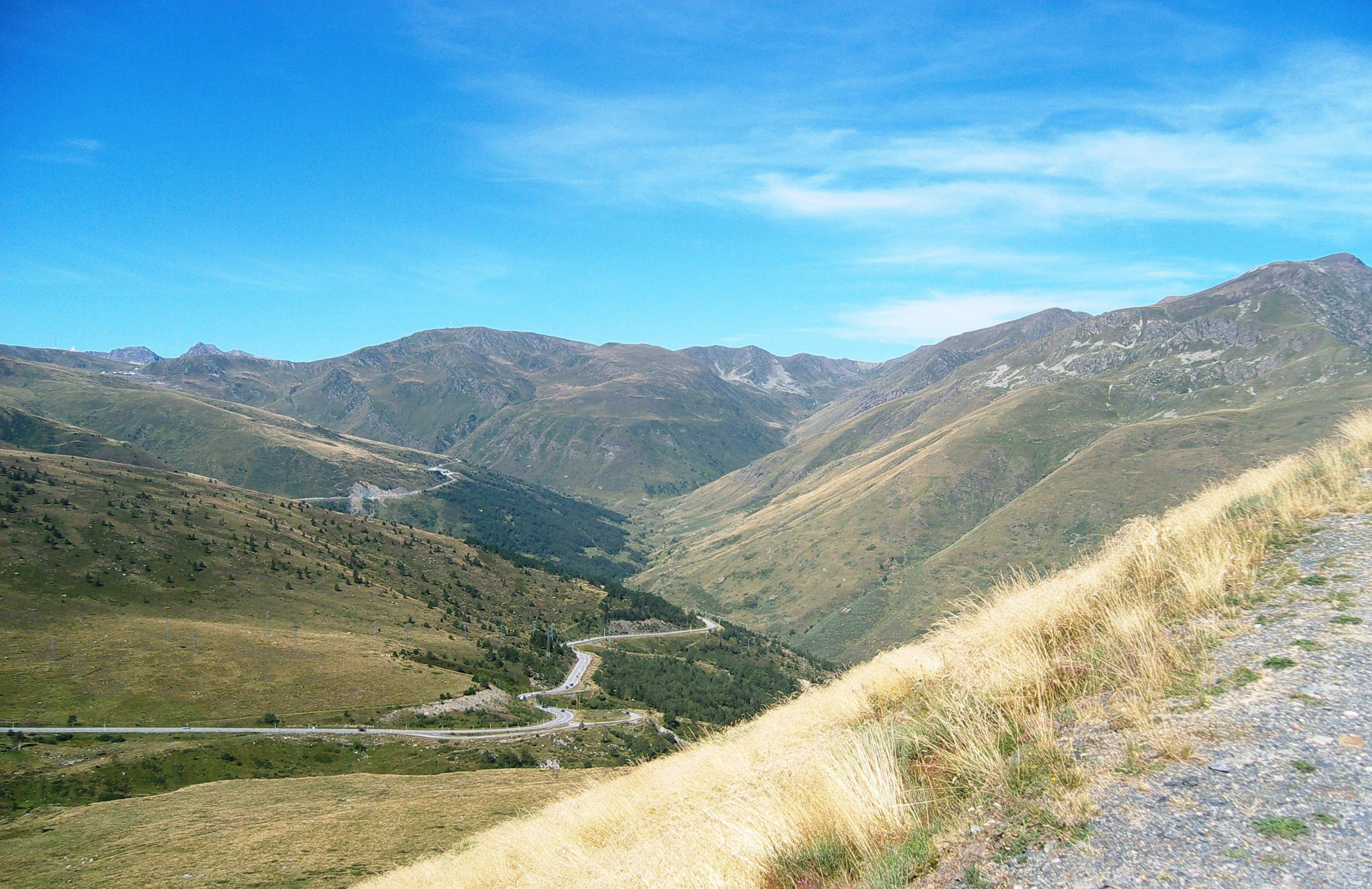
Vue vers le sud-ouest depuis un point situé au-dessus du col de Puymorens, en remontant la vallée de l'Ariège vers Andorre. Une partie des coteaux de la rive droite de la rivière (à gauche sur la photo) est située sur la commune de Porté-Puymorens.

La ligne de partage des eaux entre les bassins méditerranéen et atlantique traverse la commune. Ainsi l'Ariège qui descend du Pas de la Case arrose le nord-ouest de la commune, et le col de Puymorens, situé sur la ligne de partage des eaux, est entièrement dans le département des Pyrénées-Orientales. Le département de l'Ariège commence plus au nord non loin de l'Hospitalet.
De ce fait, Porté-Puymorens, et la commune voisine de Porta, sont les seules communes du département des Pyrénées-Orientales dont certains cours d'eau s'écoulent vers l'Atlantique. Dans toutes les autres communes du département, tous les cours d'eau s'écoulent vers la Méditerranée.

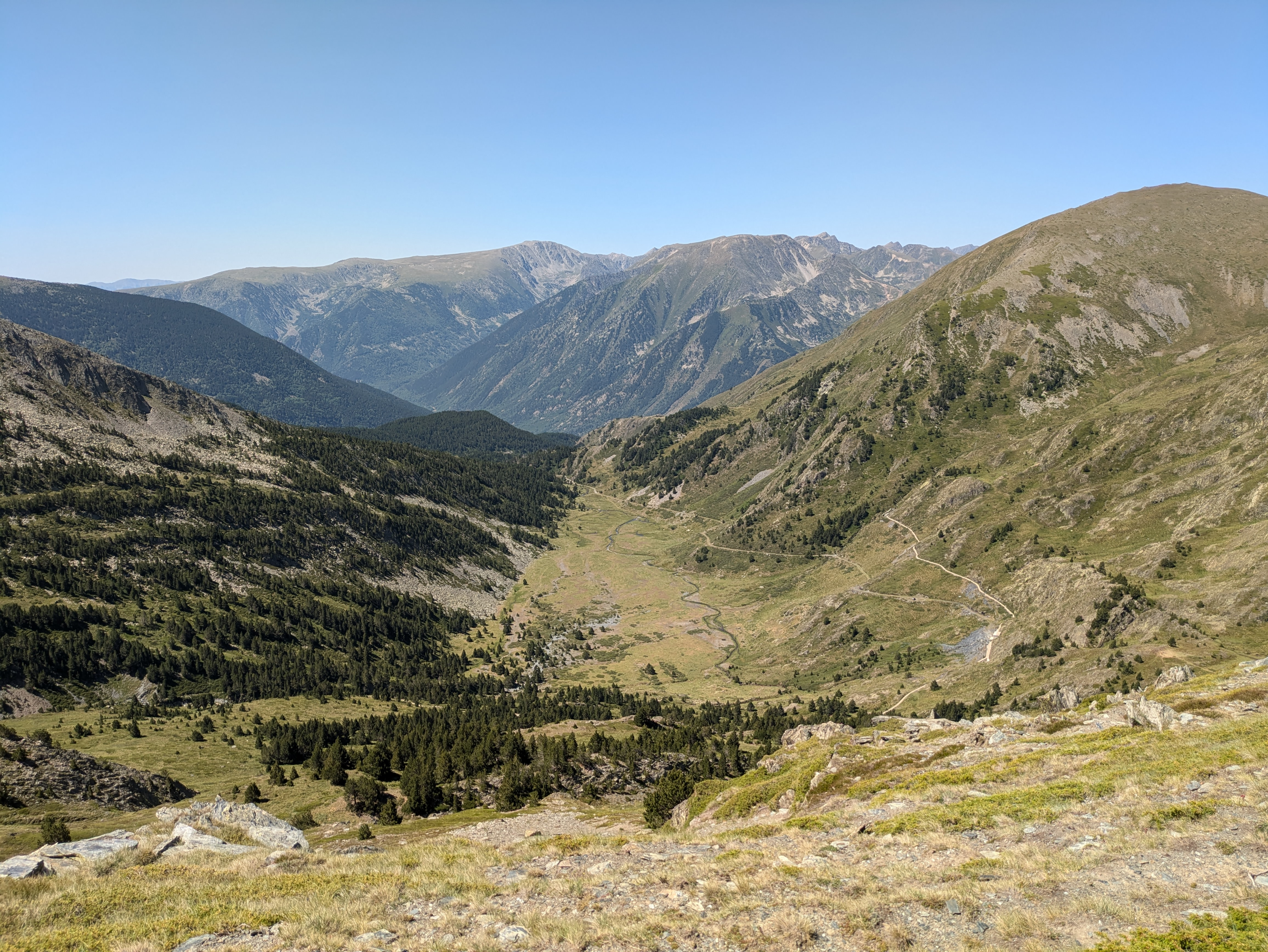
Une section de la vallée du Rec de Cortal Rossó.

D'autres cours d'eau dans la commune, dont le Riu de Querol, le Rec de Cortal Rossó et le Rec de Pimorent, s'écoulent vers le sud, vers le bassin versant de la rivière Sègre.

### Climat
Pour des articles plus généraux, voir Climat de l'Occitanie et Climat des Pyrénées-Orientales.
En 2010, le climat de la commune est de type climat de montagne, selon une étude du CNRS s'appuyant sur une série de données couvrant la période 1971-2000. En 2020, Météo-France publie une typologie des climats de la France métropolitaine dans laquelle la commune est exposée à un climat de montagne ou de marges de montagne et est dans une zone de transition entre les régions climatiques « Pyrénées orientales » et « Pyrénées centrales ».
Pour la période 1971-2000, la température annuelle moyenne est de 6,6 °C, avec une amplitude thermique annuelle de 14,8 °C. Le cumul annuel moyen de précipitations est de 885 mm, avec 8,2 jours de précipitations en janvier et 6,8 jours en juillet. Pour la période 1991-2020, la température moyenne annuelle observée sur la station météorologique la plus proche, située sur la commune de Formiguères à 23 km à vol d'oiseau, est de 7,6 °C et le cumul annuel moyen de précipitations est de 737,3 mm,. Pour l'avenir, les paramètres climatiques de la commune estimés pour 2050 selon différents scénarios d'émission de gaz à effet de serre sont consultables sur un site dédié publié par Météo-France en novembre 2022.

### Milieux naturels et biodiversité

#### Espaces protégés
La protection réglementaire est le mode d’intervention le plus fort pour préserver des espaces naturels remarquables et leur biodiversité associée,.
Un  espace protégé est présent sur la commune : 
le parc naturel régional des Pyrénées catalanes, créé en 2004 et d'une superficie de 139 062 ha, qui s'étend sur 66 communes du département. Ce territoire s'étage des fonds maraîchers et fruitiers des vallées de basse altitude aux plus hauts sommets des Pyrénées-Orientales en passant par les grands massifs de garrigue et de forêt méditerranéenne,.

#### Réseau Natura 2000

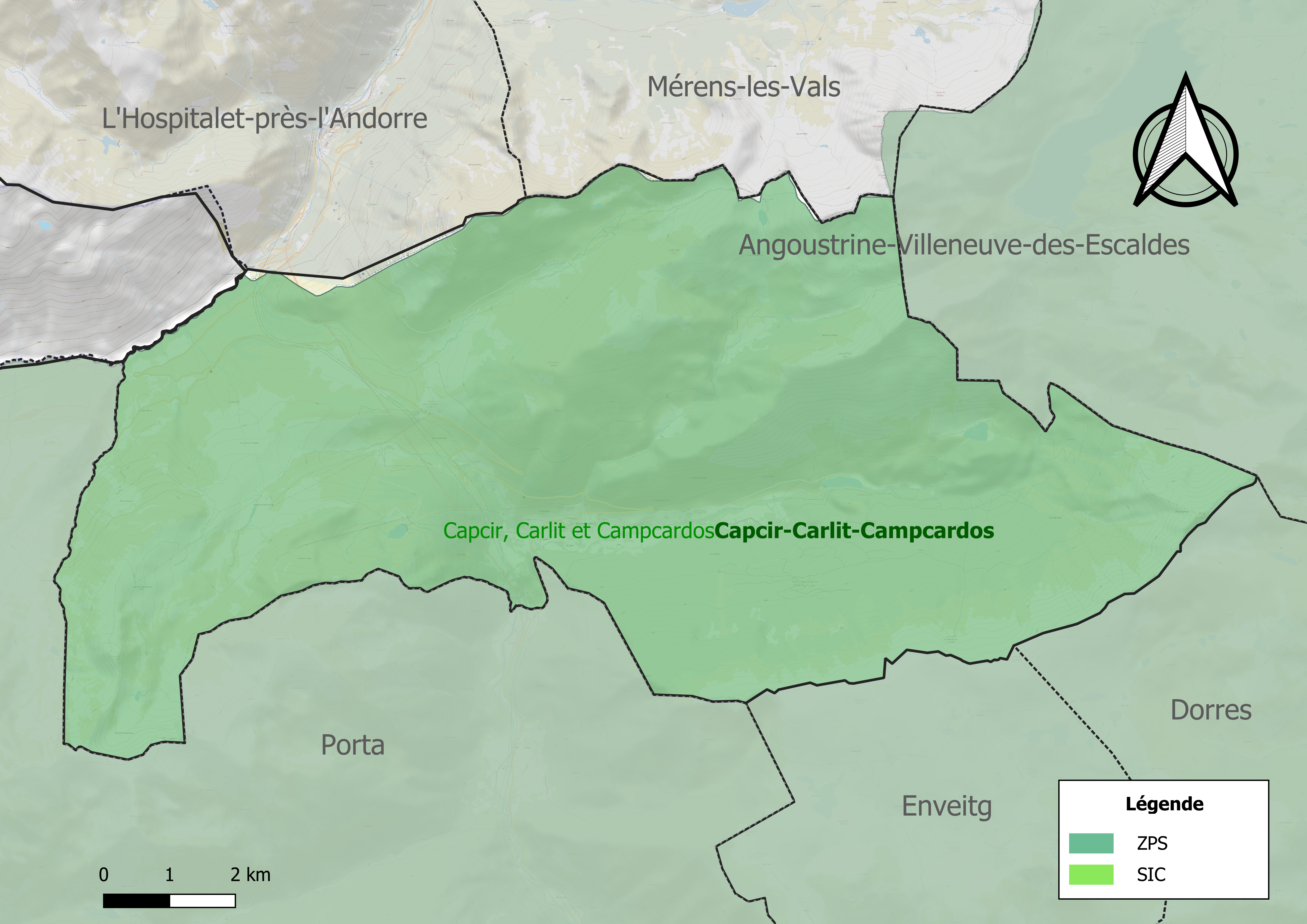
Site Natura 2000 sur le territoire communal.

Le réseau Natura 2000 est un réseau écologique européen de sites naturels d'intérêt écologique élaboré à partir des directives habitats et oiseaux, constitué de zones spéciales de conservation (ZSC) et de zones de protection spéciale (ZPS).
Le site Natura 2000 Capcir-Carlit-Campcardos couvre une superficie de 39 760 ha sur le territoire de quinze communes du département dont celle-ci, à la fois au titre de la directive habitats et de la directive oiseaux. Cette zone présente de nombreux habitats naturels alpins (pelouses, landes) et des milieux rocheux majoritairement siliceux et héberge certaines espèces d'intérêt communautaire : Botrychium simplex, Ligularia sibirica pour les plantes, Desman des Pyrénées et Loche pour les animaux. Au titre de la directive oiseaux, elle recèle une grande diversité d'habitats naturels se traduisant par un patrimoine ornithologique remarquable puisqu'elle accueille la plupart des espèces caractéristiques des zones de montagne, que ce soit parmi les rapaces (Gypaète barbu, Circaète Jean-le-Blanc, aigle royal, Faucon pèlerin), les galliformes (Lagopède, grand Tétras) ou les espèces forestières (Pic noir) et d'autres de milieux plus ouverts,.

#### Zones naturelles d'intérêt écologique, faunistique et floristique
L’inventaire des zones naturelles d'intérêt écologique, faunistique et floristique (ZNIEFF) a pour objectif de réaliser une couverture des zones les plus intéressantes sur le plan écologique, essentiellement dans la perspective d’améliorer la connaissance du patrimoine naturel national et de fournir aux différents décideurs un outil d’aide à la prise en compte de l’environnement dans l’aménagement du territoire.
Sept ZNIEFF de type 1 sont recensées sur la commune :
- l'« Ariège en amont d'Ax-les-Thermes » (100 ha), couvrant 4 communes dont trois dans l'Ariège et une dans les Pyrénées-Orientales[44] ;
- le « Coma de l'Estanyols à Porté-Puymorens » (100 ha)[45] ;
- les « pelouses humides du Pas de la Case » (558 ha), couvrant 2 communes du département[46] ;
- la « vallée de l'Orri de la Vinyola » (581 ha), couvrant 2 communes du département[47] ;
- la « vallée dels Pedrons » (342 ha), couvrant 2 communes du département[48] ;
- la « vallée du Lanoux » (2 067 ha), couvrant 3 communes du département[49] ;
- le « versant en rive droite de la haute vallée de l'Ariège » (6 237 ha), couvrant 7 communes dont cinq dans l'Ariège et deux dans les Pyrénées-Orientales[50] ;

et quatre ZNIEFF de type 2, : 
- le « massif de Campcardos » (5 862 ha), couvrant 2 communes du département[51] ;
- le « massif de l'Aston et haute vallée de l'Ariège » (38 862 ha), couvrant 24 communes dont 22 dans l'Ariège et deux dans les Pyrénées-Orientales[52] ;
- le « massif du Carlit » (11 838 ha), couvrant 7 communes du département[53];
- le « Serrat des Loups » (9 330 ha), couvrant 9 communes du département[54].

Carte des ZNIEFF de type 1 et 2 à Porté-Puymorens.
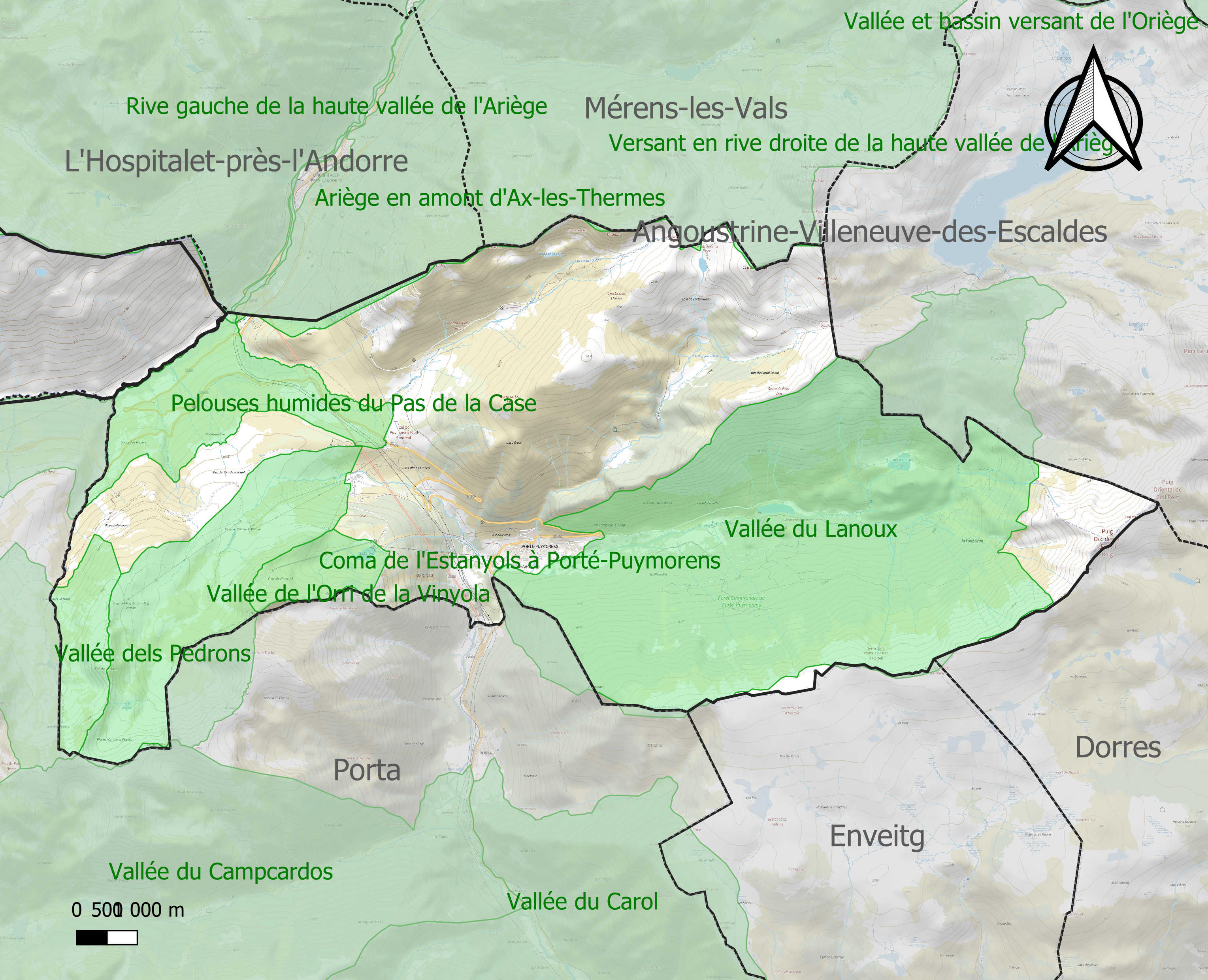
Carte des ZNIEFF de type 1 sur la commune.
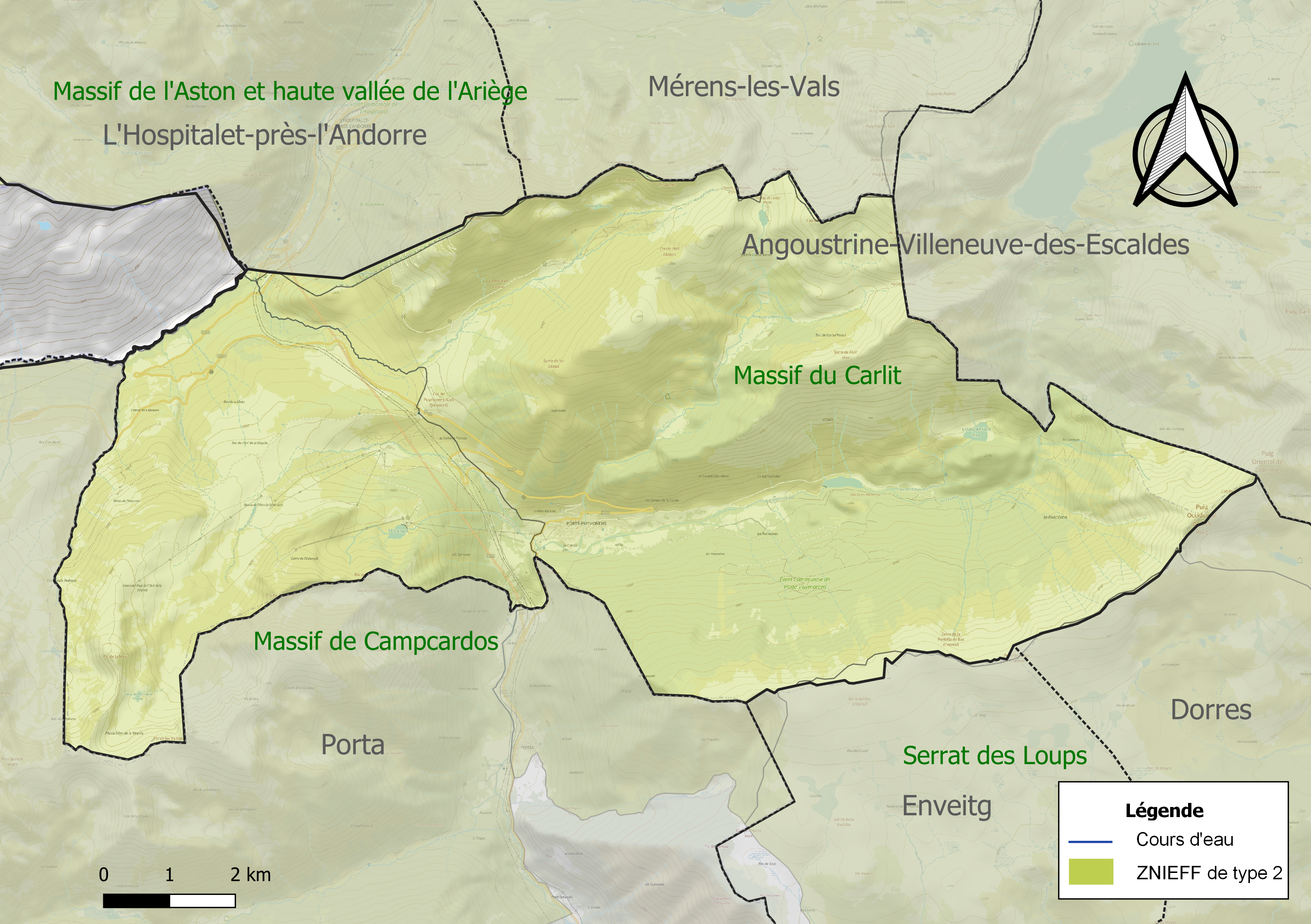
Carte des ZNIEFF de type 2 sur la commune.

## Urbanisme

### Typologie
Au 1er janvier 2024, Porté-Puymorens est catégorisée commune rurale à habitat dispersé, selon la nouvelle grille communale de densité à sept niveaux définie par l'Insee en 2022.
Elle est située hors unité urbaine et hors attraction des villes,.

### Occupation des sols
L'occupation des sols de la commune, telle qu'elle ressort de la base de données européenne d’occupation biophysique des sols Corine Land Cover (CLC), est marquée par l'importance des forêts et milieux semi-naturels (99,3 % en 2018), une proportion identique à celle de 1990 (99,3 %). La répartition détaillée en 2018 est la suivante : 
espaces ouverts, sans ou avec peu de végétation (41,3 %), milieux à végétation arbustive et/ou herbacée (40,6 %), forêts (17,4 %), zones urbanisées (0,5 %), zones industrielles ou commerciales et réseaux de communication (0,1 %), prairies (0,1 %). L'évolution de l’occupation des sols de la commune et de ses infrastructures peut être observée sur les différentes représentations cartographiques du territoire : la carte de Cassini (XVIIIe siècle), la carte d'état-major (1820-1866) et les cartes ou photos aériennes de l'IGN pour la période actuelle (1950 à aujourd'hui).

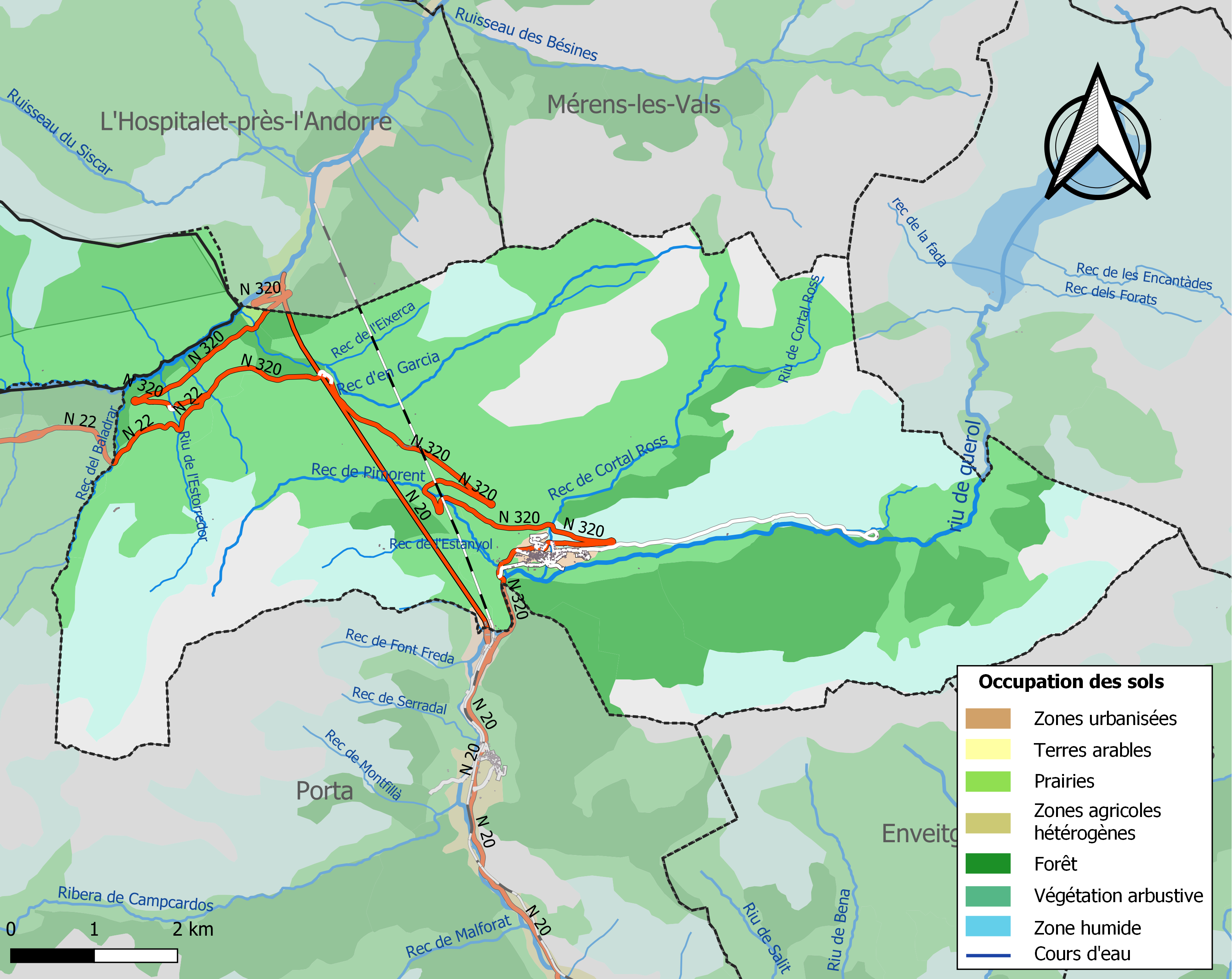
Carte des infrastructures et de l'occupation des sols de la commune en 2018 (CLC).

### Voies de communication et transports
- Col de Puymorens
- Tunnel routier du Puymorens sur la route nationale 20
- Tunnel ferroviaire du Puymorens sur la ligne de Portet-Saint-Simon à Puigcerda (frontière)
- Gare de Porté-Puymorens

Les lignes 560 (Porté-Puymorens - Gare de Perpignan) et 566 (Porté-Puymorens - Mont-Louis) du réseau régional liO desservent la commune.

### Risques majeurs
Le territoire de la commune de Porté-Puymorens est vulnérable à différents aléas naturels : inondations, climatiques (grand froid ou canicule), feux de forêts, mouvements de terrains, avalanche  et séisme (sismicité moyenne). Il est également exposé à deux risques technologiques, le transport de matières dangereuses et la rupture d'un barrage, et à deux risques particuliers, les risques radon et minier,.

#### Risques naturels

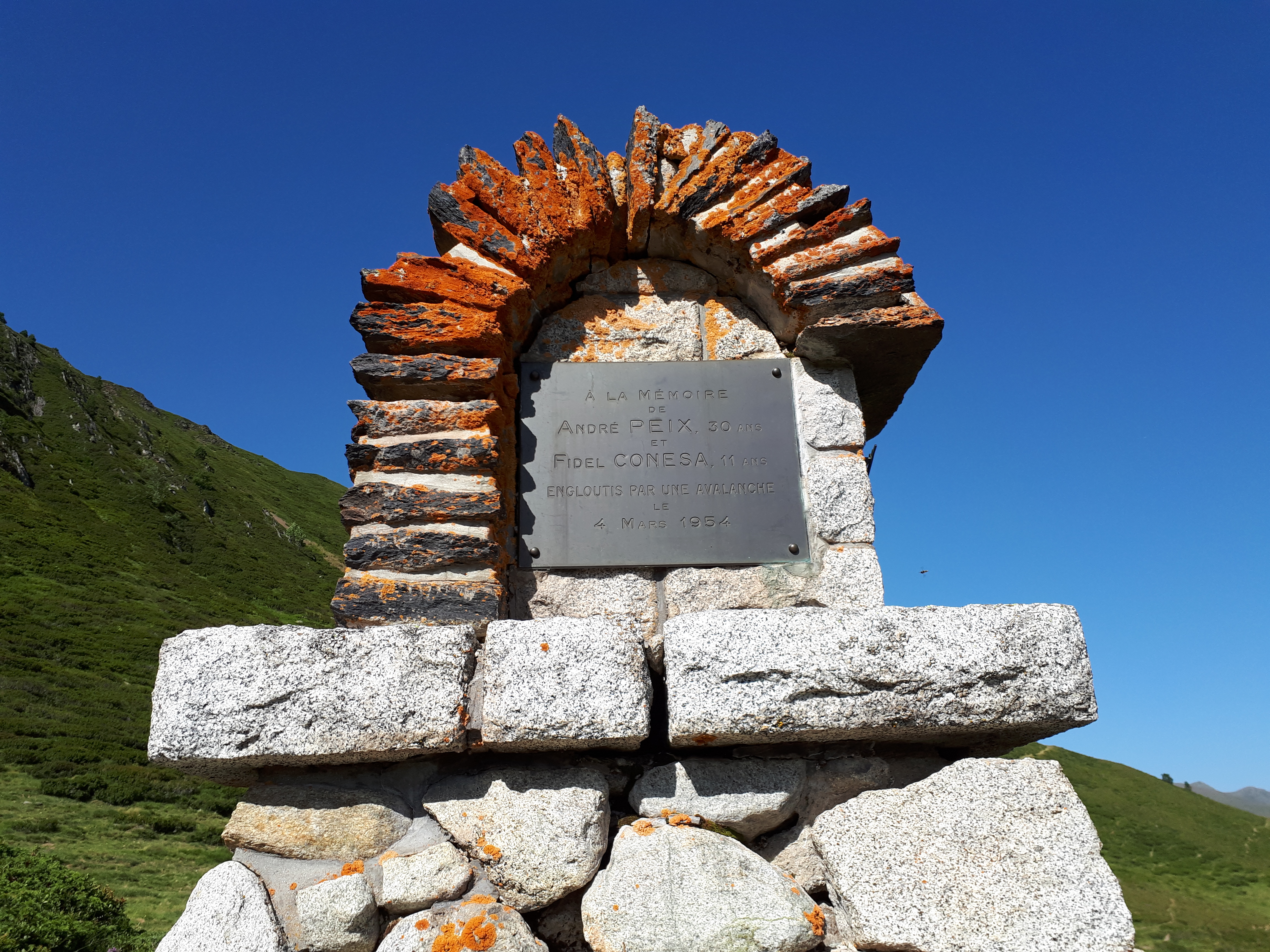
Stèle, Porté-Puymorens. Une avalanche en mars 1954 tue deux personnes, au niveau des anciennes mines.

Certaines parties du territoire communal sont susceptibles d’être affectées par le risque d’inondation par crue torrentielle de cours d'eau du bassin du Sègre.
Les mouvements de terrains susceptibles de se produire sur la commune sont soit des mouvements liés au retrait-gonflement des argiles, soit des glissements de terrains, soit des chutes de blocs. Une cartographie nationale de l'aléa retrait-gonflement des argiles permet de connaître les sols argileux ou marneux susceptibles vis-à-vis de ce phénomène.
Ces risques naturels sont pris en compte dans l'aménagement du territoire de la commune par le biais d'un plan de prévention des risques inondations, mouvements de terrains et avalanches.

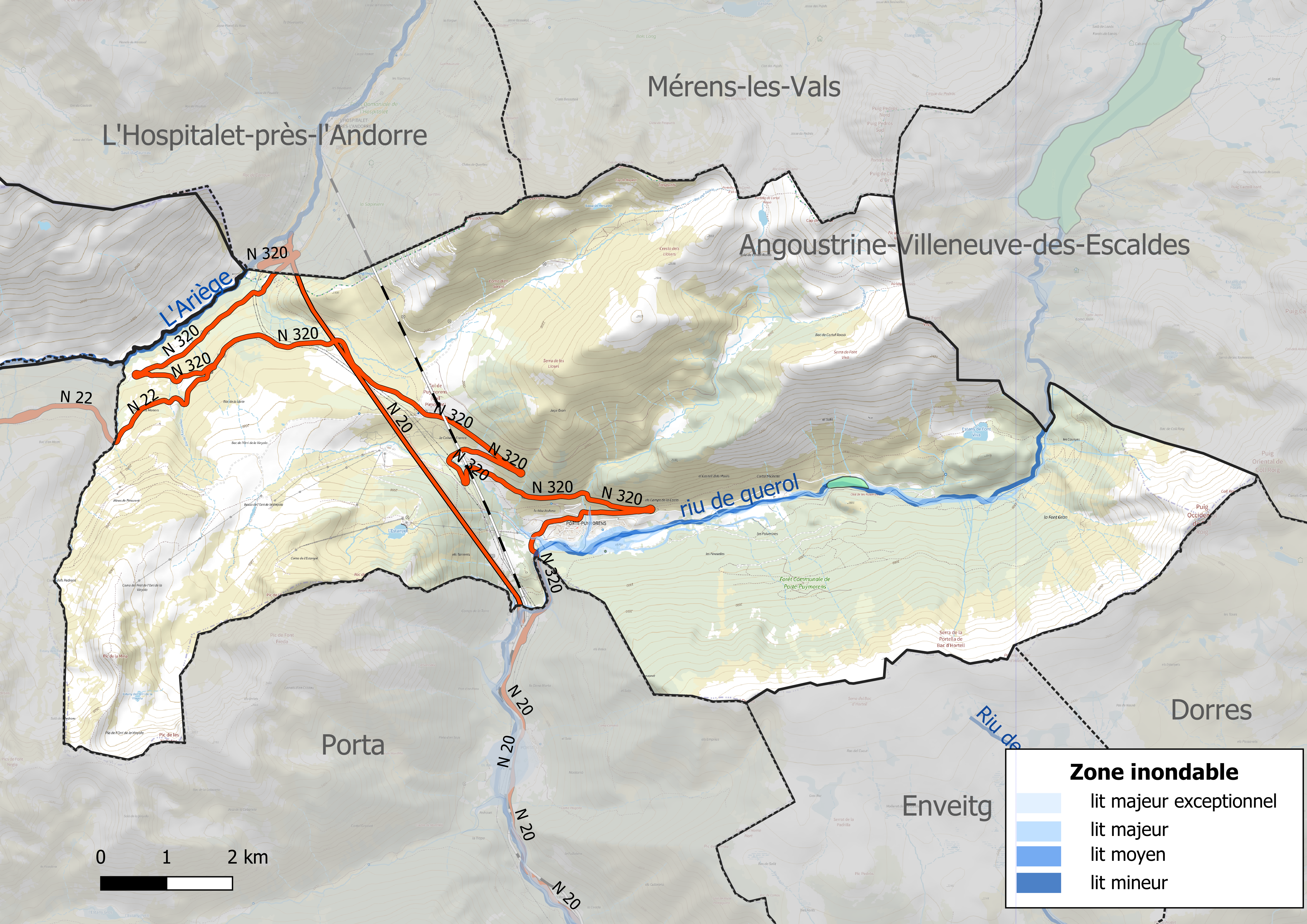
Carte des zones inondables.
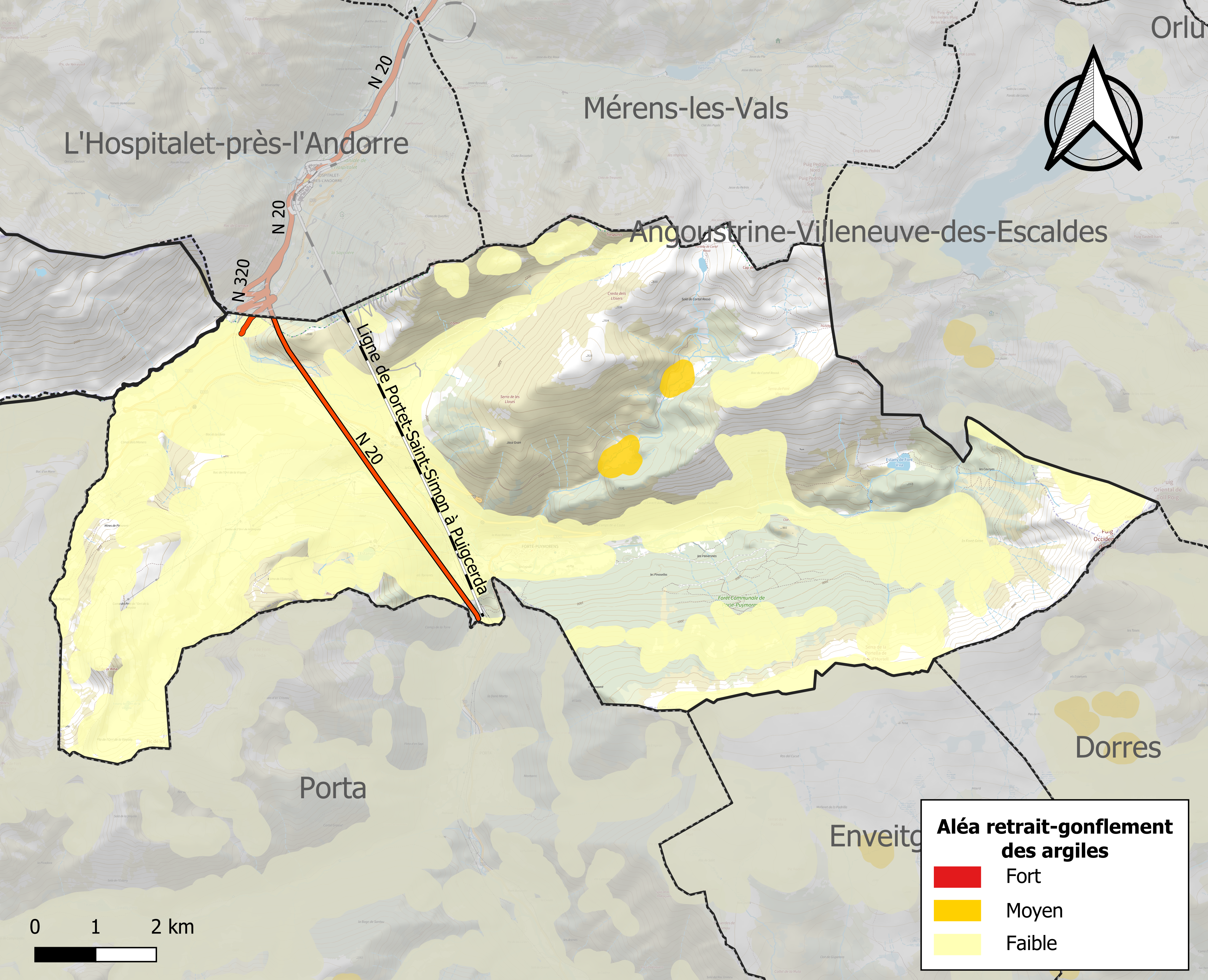
Carte des zones d'aléa retrait-gonflement des argiles.

#### Risques technologiques
Le risque de transport de matières dangereuses sur la commune est lié à sa traversée par une route à fort trafic. Un accident se produisant sur une telle infrastructure est en effet susceptible d’avoir des effets graves au bâti ou aux personnes jusqu’à 350 m, selon la nature du matériau transporté. Des dispositions d’urbanisme peuvent être préconisées en conséquence.
Dans le département des Pyrénées-Orientales, on dénombre sept grands barrages susceptibles d’occasionner des dégâts en cas de rupture. La commune fait partie des 66 communes susceptibles d’être touchées par l’onde de submersion consécutive à la rupture d’un de ces barrages, le barrage de Lanoux sur le ruisseau de Font Vive, un ouvrage de 42,5 m de hauteur construit en 1962.

#### Risque particulier
La commune est concernée par le risque minier, principalement lié à l’évolution des cavités souterraines laissées à l’abandon et sans entretien après l’exploitation des mines.
Dans plusieurs parties du territoire national, le radon, accumulé dans certains logements ou autres locaux, peut constituer une source significative d’exposition de la population aux rayonnements ionisants. Toutes les communes du département sont concernées par le risque radon à un niveau plus ou moins élevé. Selon la classification de 2018, la commune de Porté-Puymorens est classée en zone 3, à savoir zone à potentiel radon significatif.

## Toponymie
Le 15 juin 1954, la commune de Porté change officiellement de nom pour devenir Porté-Puymorens.
En catalan, le nom complet de la commune est Portè i Pimorent mais son ancien nom avant 1954 était Portè, l'adjonction étant celle du nom du hameau inclus dans la commune donnant son nom au col de montagne franchissant la frontière franco-espagnole.

## Histoire
La commune de Porté est créée le 22 août 1860 par détachement d'une section de la commune de Porta, elle-même détachée de Latour-de-Carol en 1837.

## Politique et administration

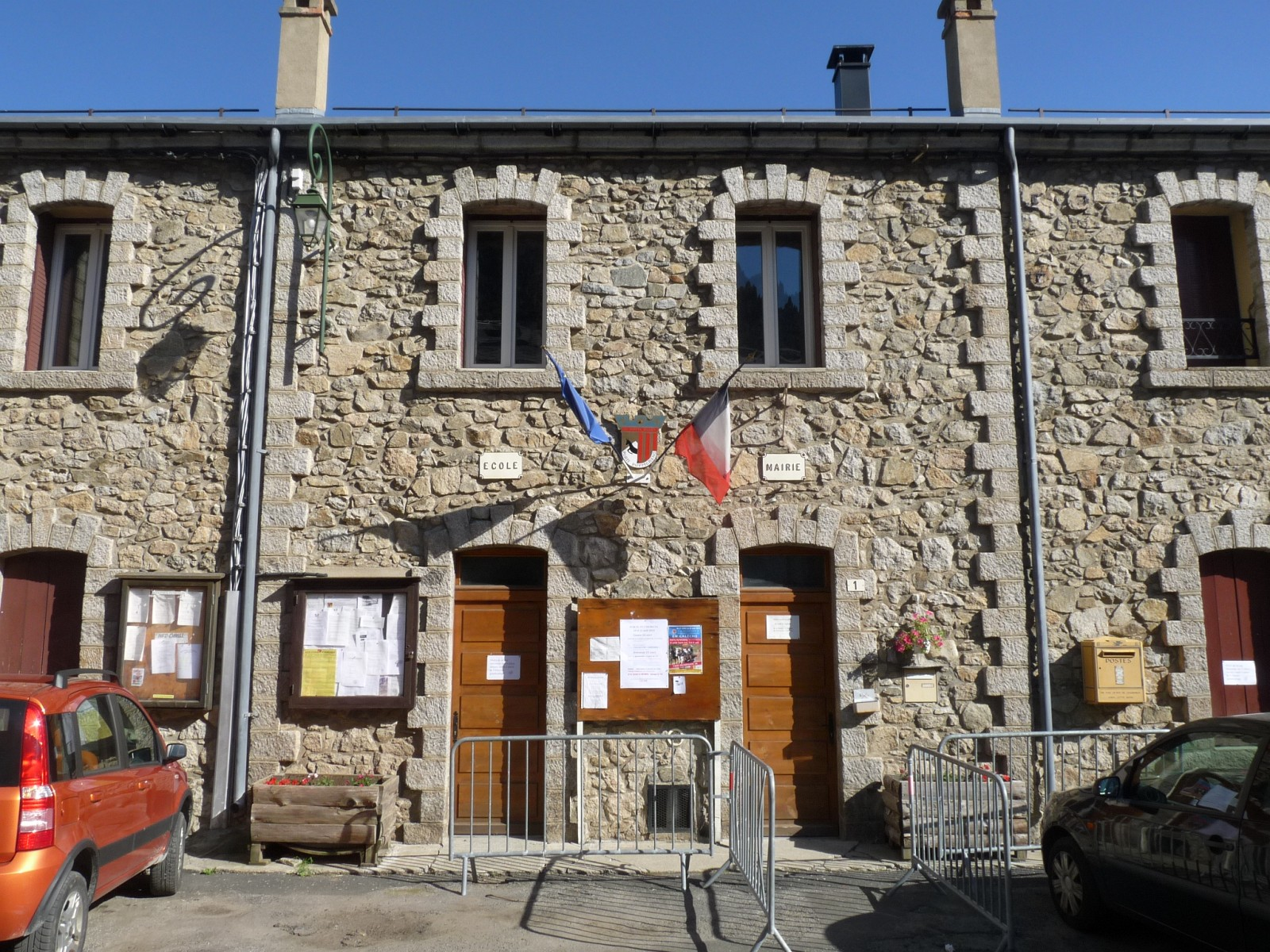
La mairie.

À compter des élections départementales de 2015, la commune est incluse dans le nouveau canton des Pyrénées catalanes.

### Liste des maires
| Période   | Période   | Identité           | Étiquette | Qualité |
| --------- | --------- | ------------------ | --------- | ------- |
| mars 2001 | mars 2014 | Jean Sarda         |           |         |
| 2014      | 2020      | Jean Ribot         |           |         |
| 2020      | 2023      | Philippe Maurisse  |           |         |
| 2023      | En cours  | Jean-Philippe Augé |           |         |

## Population et société

### Démographie
L'évolution du nombre d'habitants est connue à travers les recensements de la population effectués dans la commune depuis 1861. Pour les communes de moins de 10 000 habitants, une enquête de recensement portant sur toute la population est réalisée tous les cinq ans, les populations de référence des années intermédiaires étant quant à elles estimées par interpolation ou extrapolation. Pour la commune, le premier recensement exhaustif entrant dans le cadre du nouveau dispositif a été réalisé en 2005.

En 2022, la commune comptait 102 habitants, en évolution de −0,97 % par rapport à 2016 (Pyrénées-Orientales : +3,92 %, France hors Mayotte : +2,11 %).
| 1861 | 1866 | 1872 | 1876 | 1881 | 1886 | 1891 | 1896 | 1901 |
| ---- | ---- | ---- | ---- | ---- | ---- | ---- | ---- | ---- |
| 455  | 420  | 401  | 371  | 404  | 421  | 405  | 409  | 410  |

| 1906 | 1911 | 1921 | 1926 | 1931 | 1936 | 1946 | 1954 | 1962 |
| ---- | ---- | ---- | ---- | ---- | ---- | ---- | ---- | ---- |
| 372  | 452  | 210  | 191  | 257  | 134  | 200  | 149  | 185  |

| 1968 | 1975 | 1982 | 1990 | 1999 | 2005 | 2006 | 2010 | 2015 |
| ---- | ---- | ---- | ---- | ---- | ---- | ---- | ---- | ---- |
| 108  | 113  | 119  | 121  | 147  | 128  | 127  | 131  | 105  |

| 2020 | 2022 | - | - | - | - | - | - | - |
| ---- | ---- | - | - | - | - | - | - | - |
| 106  | 102  | - | - | - | - | - | - | - |

Note : Avant 1860, la population de Porté-Puymorens est recensée avec celle de Porta.
| selon la population municipale des années : | 1968 | 1975 | 1982 | 1990 | 1999 | 2006 | 2009 | 2013 |
| Rang de la commune dans le département      | 181  | 170  | 144  | 160  | 157  | 166  | 166  | 172  |
| Nombre de communes du département           | 232  | 217  | 220  | 225  | 226  | 226  | 226  | 226  |

### Manifestations culturelles et festivités
- Fête patronale : 8 septembre[78] ;
- Fête communale : 14 juillet[78].

### Sports
Porté-Puymorens est un passage prévu lors de la 15e étape du Tour de France 2021 (Céret-Andorre-la-Vieille) à 126,4 km après le départ de Céret.

## Économie

### Emploi
|                | 2008   | 2013   | 2018   |
| -------------- | ------ | ------ | ------ |
| Commune        | 1,1 %  | 3,8 %  | 8,8 %  |
| Département    | 10,3 % | 12,9 % | 13,3 % |
| France entière | 8,3 %  | 10 %   | 10 %   |

En 2018, la population âgée de 15 à 64 ans s'élève à 67 personnes, parmi lesquelles on compte 79,4 % d'actifs (70,6 % ayant un emploi et 8,8 % de chômeurs) et 20,6 % d'inactifs,. Depuis 2008, le taux de chômage communal (au sens du recensement) des 15-64 ans est inférieur à celui de la France et du département.
La commune est hors attraction des villes,. Elle compte 86 emplois en 2018, contre 86 en 2013 et 100 en 2008. Le nombre d'actifs ayant un emploi résidant dans la commune est de 49, soit un indicateur de concentration d'emploi de 175,8 % et un taux d'activité parmi les 15 ans ou plus de 57,7 %.
Sur ces 49 actifs de 15 ans ou plus ayant un emploi, 24 travaillent dans la commune, soit 48 % des habitants. Pour se rendre au travail, 79,9 % des habitants utilisent un véhicule personnel ou de fonction à quatre roues, 12 % s'y rendent en deux-roues, à vélo ou à pied et 8 % n'ont pas besoin de transport (travail au domicile).

### Activités hors agriculture

#### Secteurs d'activités
36 établissements sont implantés  à Porté-Puymorens au 31 décembre 2019. Le tableau ci-dessous en détaille le nombre par secteur d'activité et compare les ratios avec ceux du département,.
| Secteur d'activité                                                                                        | Commune | Commune | Département |
| Secteur d'activité                                                                                        | Nombre  | %       | %           |
| --- | ------- | ------- | ----------- |
| Ensemble                                                                                                  | 36      |         |             |
| Industrie manufacturière, industries extractives et autres                                                | 1       | 2,8 %   | (8,7 %)     |
| Construction                                                                                              | 1       | 2,8 %   | (14,3 %)    |
| Commerce de gros et de détail, transports, hébergement et restauration                                    | 17      | 47,2 %  | (30,5 %)    |
| Activités spécialisées, scientifiques et techniques et activités de services administratifs et de soutien | 2       | 5,6 %   | (13 %)      |
| Administration publique, enseignement, santé humaine et action sociale                                    | 13      | 36,1 %  | (13,9 %)    |
| Autres activités de services                                                                              | 2       | 5,6 %   | (8,5 %)     |

Le secteur du commerce de gros et de détail, des transports, de l'hébergement et de la restauration est prépondérant sur la commune puisqu'il représente 47,2 % du nombre total d'établissements de la commune (17 sur les 36 entreprises implantées  à Porté-Puymorens), contre 30,5 % au niveau départemental.

### Agriculture
|               | 1988 | 2000 | 2010 | 2020 |
| ------------- | ---- | ---- | ---- | ---- |
| Exploitations | 2    | 1    | 1    | 1    |
| SAU (ha)      | 15   | 40   | 62   | 132  |

La commune est dans la Cerdagne, une petite région agricole située à l'extrême ouest du département des Pyrénées-Orientales. En 2020, l'orientation technico-économique de l'agriculture  sur la commune est l'élevage d'équidés et/ou d' autres herbivores. Une seule  exploitation agricole ayant son siège dans la commune est recensée lors du recensement agricole de 2020 (deux en 1988). La superficie agricole utilisée est de 132 ha,,.

### Entreprises et commerces
Seule la poste est ouverte quatre fois par semaine. Le village abrite les employés des autoroutes du sud de la France chargés du fonctionnement du tunnel du Puymorens créé à l'initiative du député ariégeois Augustin Bonrepaux pour éviter le passage routier difficile pendant l'hiver et permettant de meilleurs échanges avec l'Espagne toute proche.
L'activité économique principale du village est lié à la station de ski de Porté-Puymorens (1600-2 500 m) créée en 1936 et qui compte aujourd'hui 15 pistes de ski alpin.

## Culture locale et patrimoine

### Monuments et lieux touristiques
- Le village est dominé par le château de Puymorens, dit aussi Tour cerdane construite au XIe siècle pour défendre l'entrée de la vallée ; elle fut achetée en 1308 par Jacques II de Majorque qui compléta la fortification, avec le château de Carol situé un peu plus bas dans la vallée[83] ;
- Église paroissiale de la Nativité-de-Notre-Dame de Porté-Puymorens : retable de la Vierge XVIIe siècle, deux panneaux sculptés XVIIe, deux Christ XVIIe, deux statues XVIIIe, toile XVIIe de Notre-Dame-de-Montserrat ;
- Oratoire Notre-Dame-de-Lourdes ;
- on peut observer dans le vallon de Font Vives de nombreux mouflons ainsi que des isards (chamois des Pyrénées) des marmottes. L'ours y fait des passages épisodiques ainsi que les lynx et les loups ;
- Station de ski de Porté-Puymorens parmi les plus enneigées des Pyrénées (50 km de pistes, 10 remontées mécaniques) ainsi qu'un domaine de ski de fond de 40 km environ située dans une forêt de pins. La station de ski devrait s'associer dans l'avenir avec la station du Pas de la Case (Andorre) pour former un des plus grands domaines des Pyrénées tout en gardant à Porté son caractère authentique de station village.

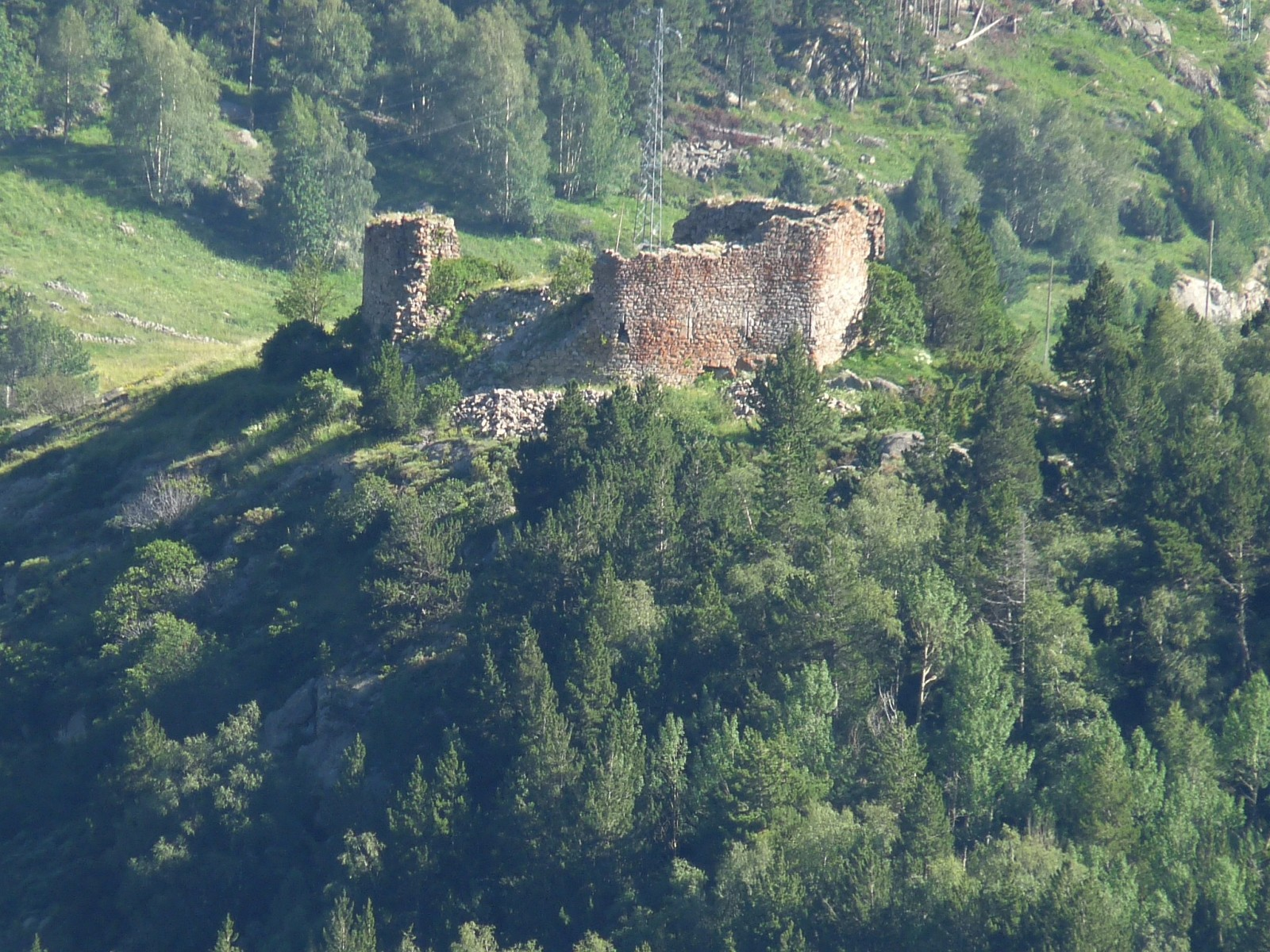
Les ruines du château de Puymorens, ou tour cerdane
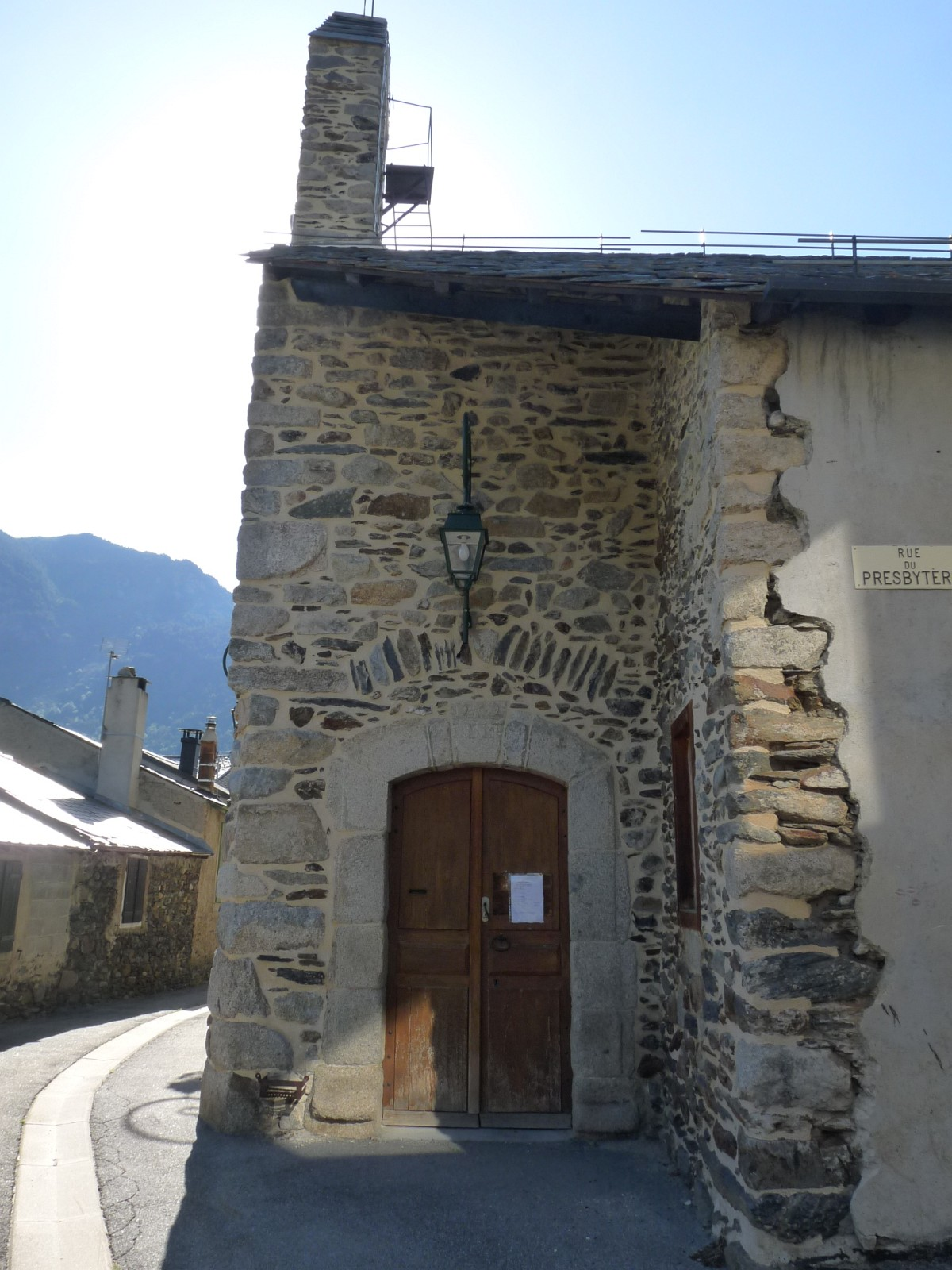
L'église Notre-Dame
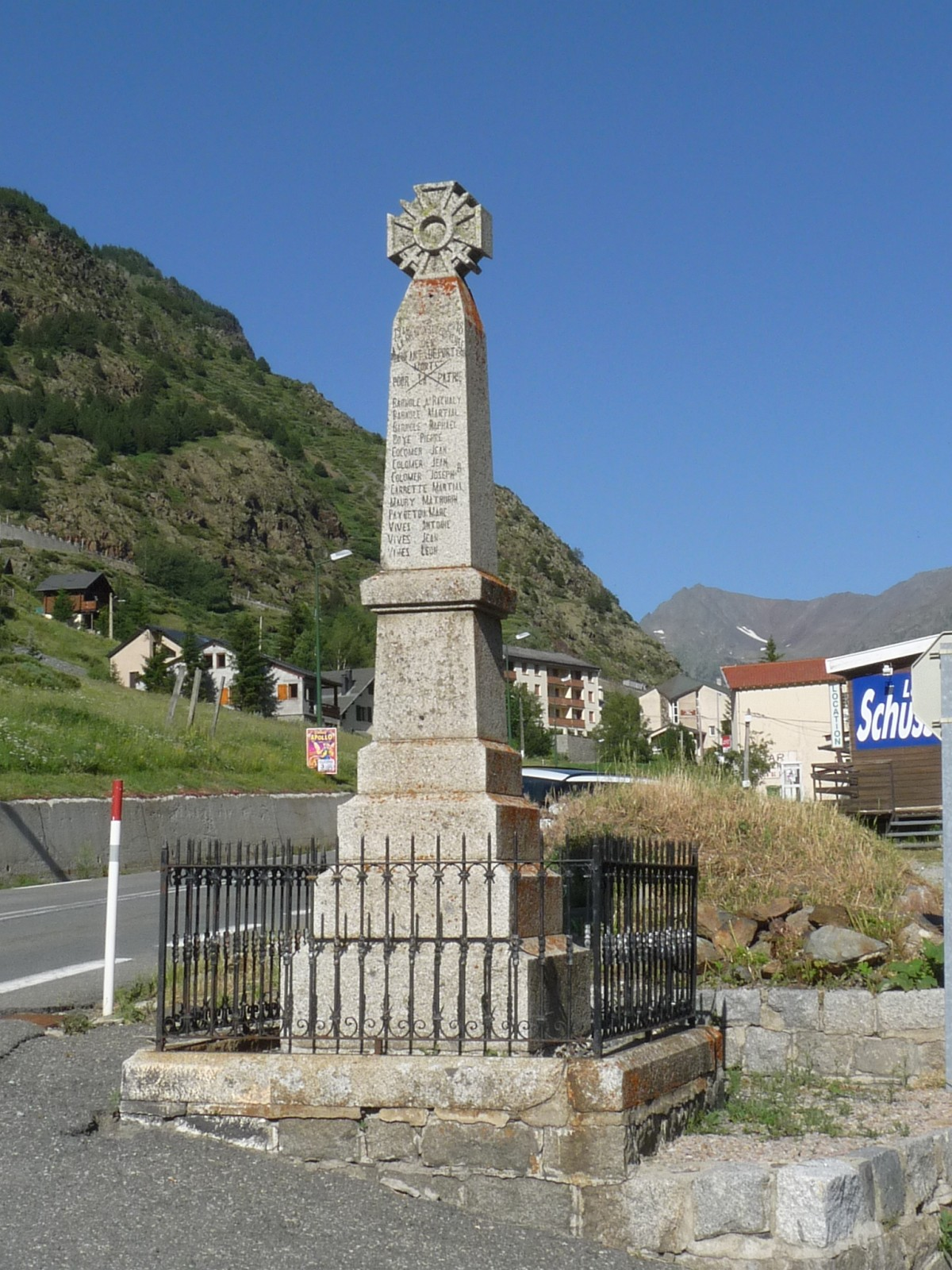
Le monument aux morts
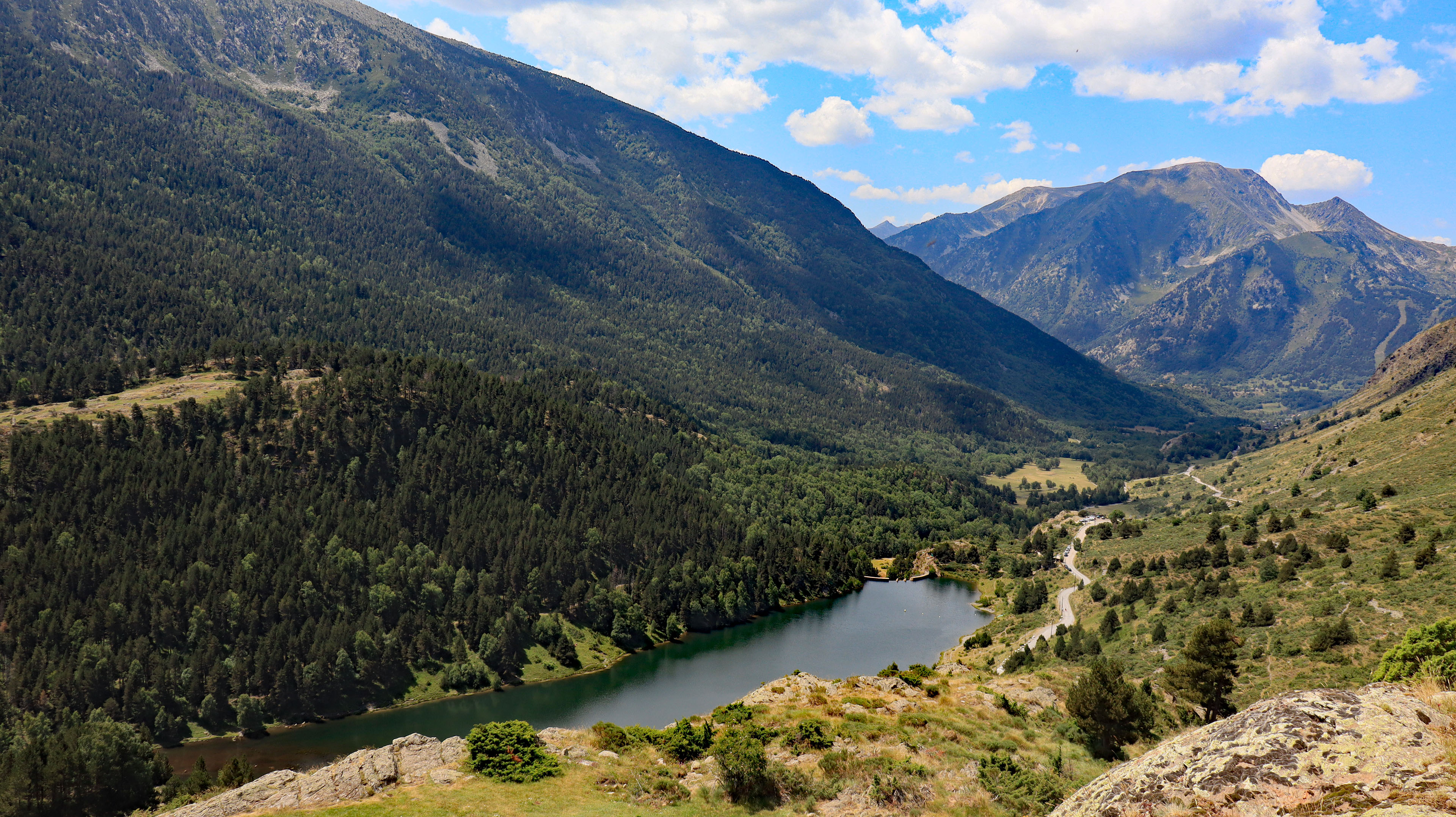
Lac del Passet.
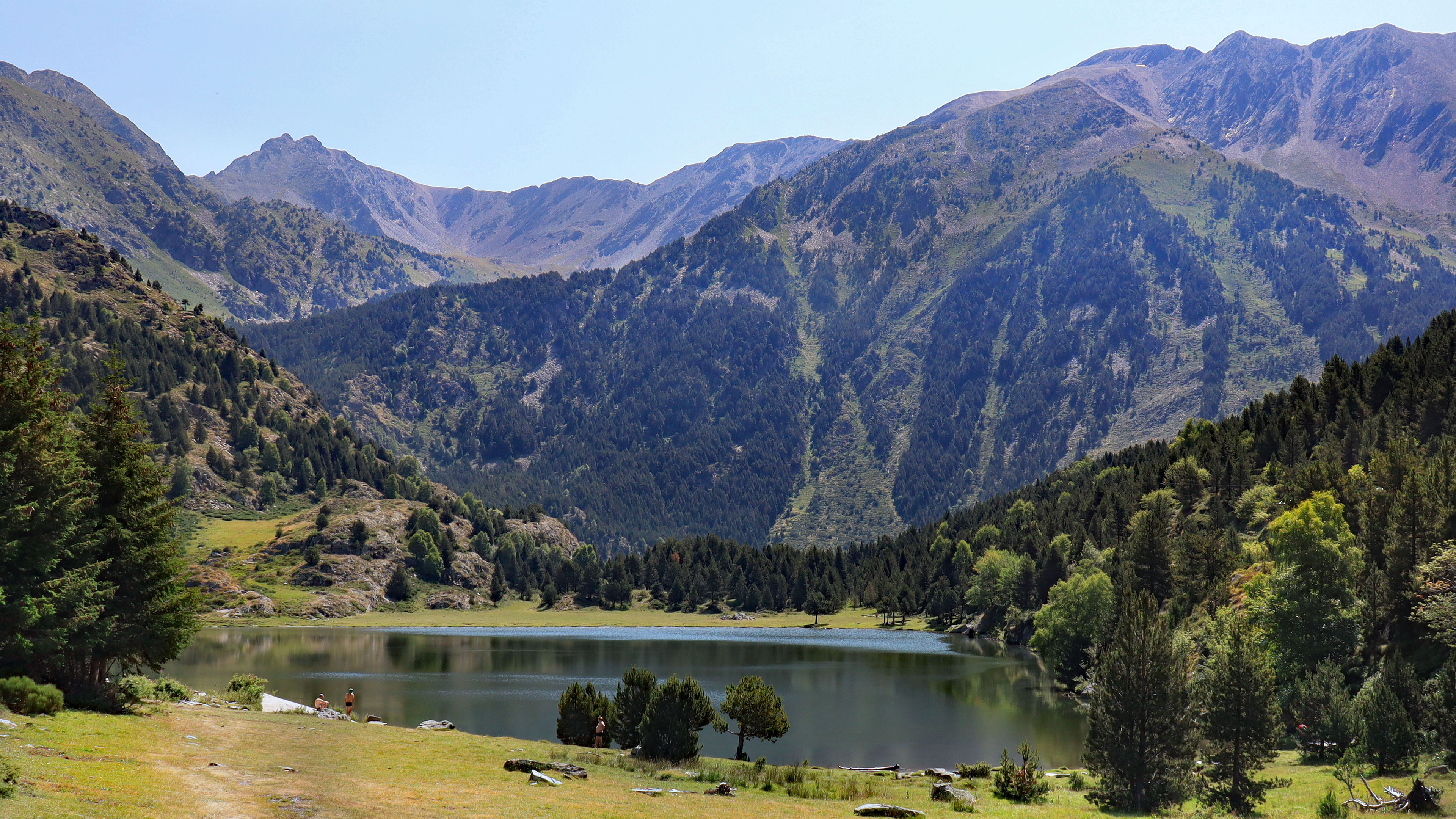
Estany de Font Viva.
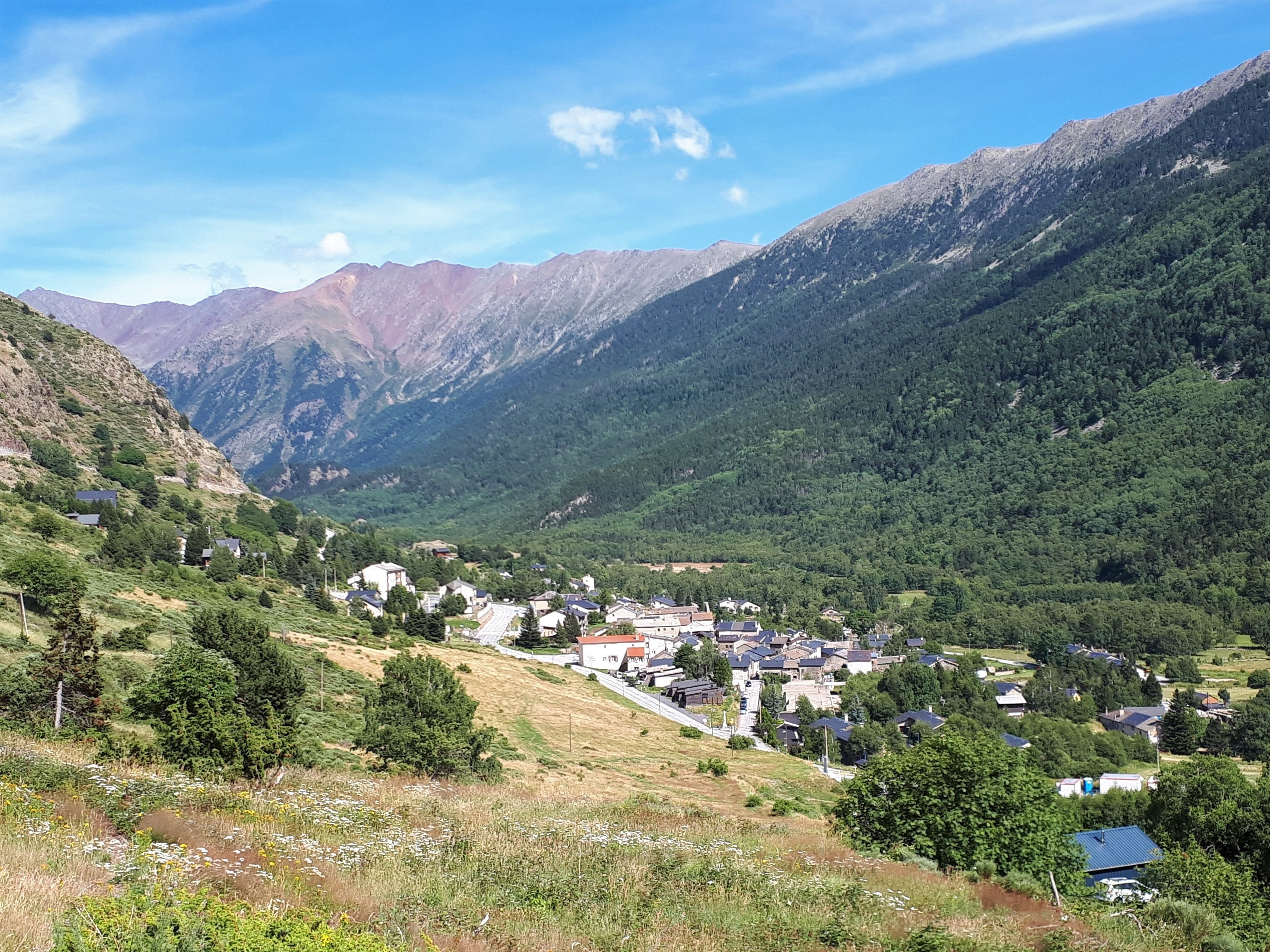
Porté-Puymorens et la serra de Coll Roig.